# Caída de Robespierre
La caída de Robespierre se produjo el 9 de termidor del año II, según el calendario republicano (el 27 de julio de 1794 según el calendario gregoriano). El jacobino Maximilien Robespierre —conocido también como El Incorruptible— era el miembro más destacado y popular del Comité de Salvación Pública, el órgano supremo del «gobierno revolucionario» que ejercía el poder en la Primera República francesa por delegación de la Convención Nacional en unos momentos en que la Revolución francesa vivía sus momentos más difíciles y trágicos. En la tarde del 9 de termidor fue acusado de «tiranía» y detenido por orden de la Convención junto con sus aliados Louis Saint-Just y Georges Couthon —también miembros del Comité de Salvación Pública—, Philippe François Joseph Le Bas —del Comité de Seguridad General— y su hermano menor Augustin Robespierre.
Liberados por la Comuna de París aquella misma tarde-noche, en la madrugada del día siguiente, 10 de termidor, fueron apresados por las fuerzas de la Convención que asaltaron el Hôtel de Ville de Paris donde estaban reunidos con los cabecillas de la Comuna. Al haber sido declarados hors la loi («fuera de la ley») fueron guillotinados sin juicio esa misma tarde, junto con los dirigentes de la Comuna que les habían apoyado. El 9 de Termidor se convirtió así en una de las fechas clave de la Revolución Francesa, aunque su significación sigue siendo objeto de debate, al igual que la polémica figura de Maximilien Robespierre, especialmente en cuanto a su responsabilidad en el Terror.

## Antecedentes

### Germinal del año II (marzo-abril de 1794): la dictadura del Comité de Salvación Pública

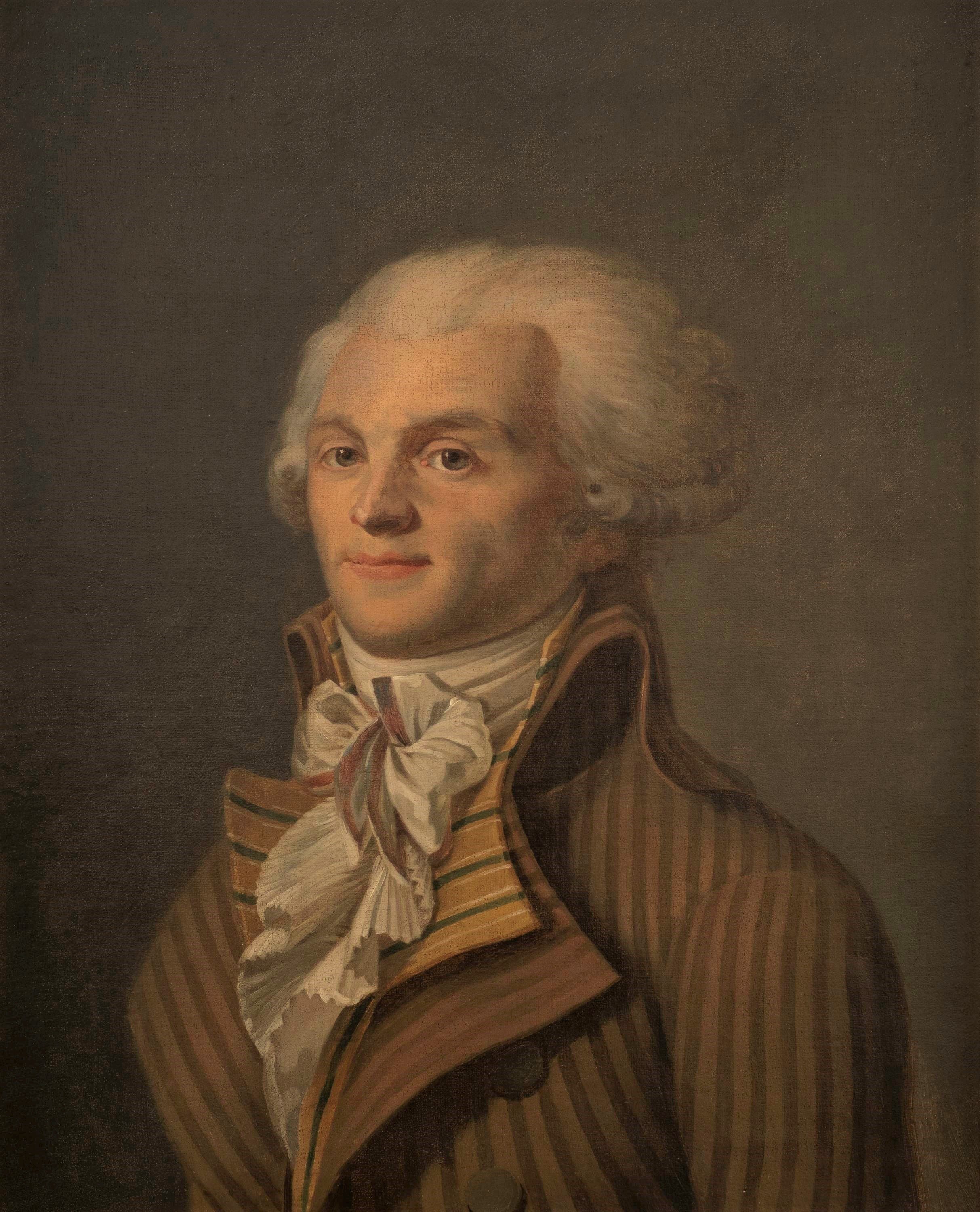
Robespierre.

Tras la caída de los girondinos en las jornadas del 31 de mayo-2 de junio de 1793, la izquierda de la Convención Nacional, conocida como La Montaña —e integrada por jacobinos y por cordeliers— se hizo con el poder —aunque sólo agrupaba a un tercio de los diputados; la mayoría, sin una definición política clara, formaban La Llanura—. La invasión de Francia por la Primera Coalición y el estallido de rebeliones «contrarrevolucionarias» en el interior del país –insurrecciones federalistas, rebelión de la Vendée- amenazaban con acabar con la República proclamada por la Convención Nacional en septiembre de 1792, después de la jornada del 10 de agosto que depuso al rey Luis XVI —guillotinado en enero de 1793—. Para hacer frente a esta crítica situación la Convención Nacional puso el «Terror a la orden del día» el 5 de septiembre de 1793 y el 10 de octubre proclamaba que el gobierno sería «revolucionario hasta la paz» —suspendiendo al mismo tiempo la aplicación de la recién aprobada Constitución de 1793—. La ley del 14 de frimario del año II (4 de diciembre de 1793) organizó el «Gobierno revolucionario», bajo la autoridad de la Convención Nacional, «centro único del impulso del gobierno». El órgano superior del mismo era el Comité de Salvación Pública —del que formaban parte desde julio Robespierre, Couthon y Saint-Just— junto con el Comité de Seguridad General, ambos comités nombrados y dependientes de la Convención Nacional, ante la que periódicamente tenían que rendir cuentas.

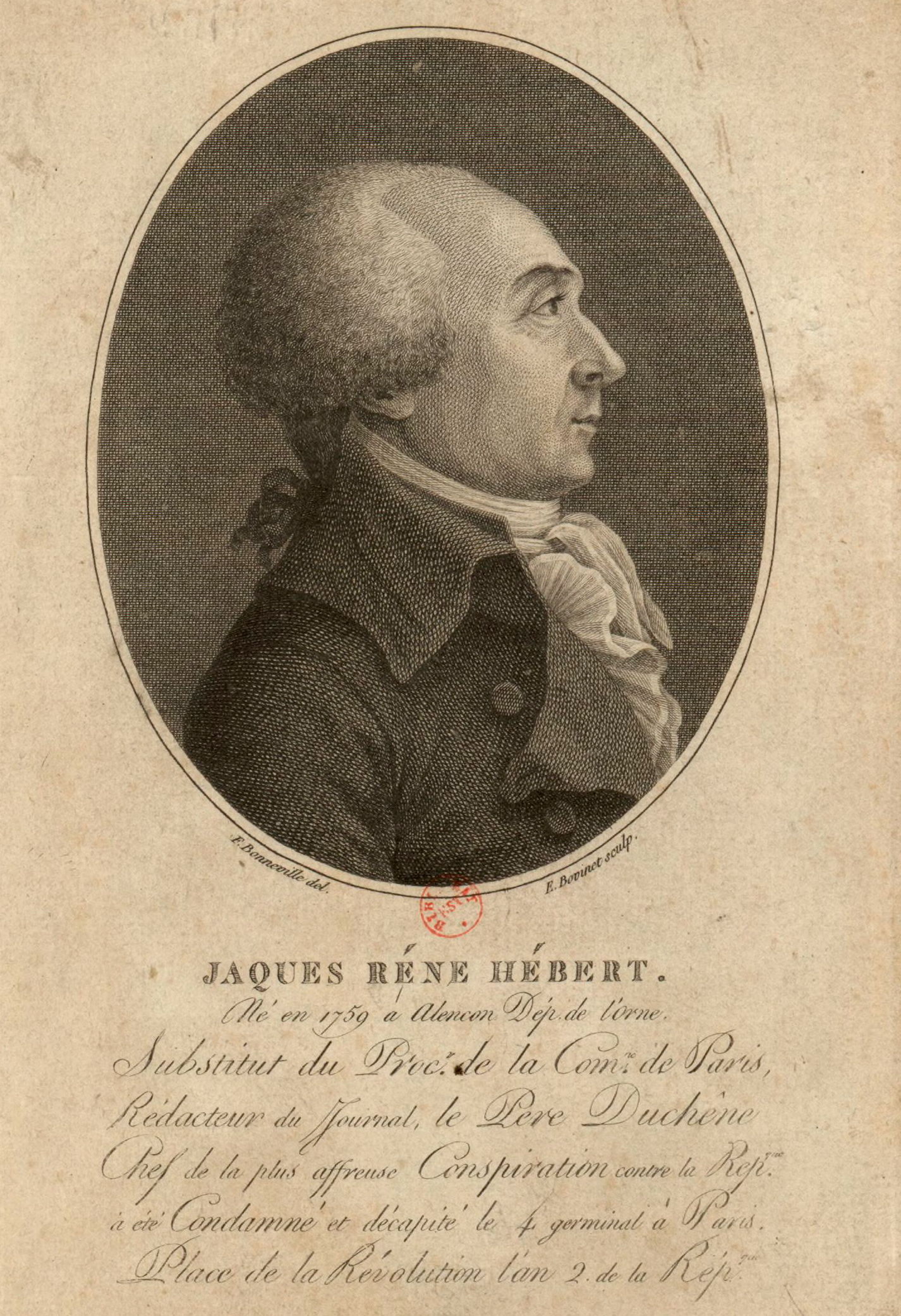
Jacques-René Hébert, líder de los ultra-révolutionnaires cordeliers.

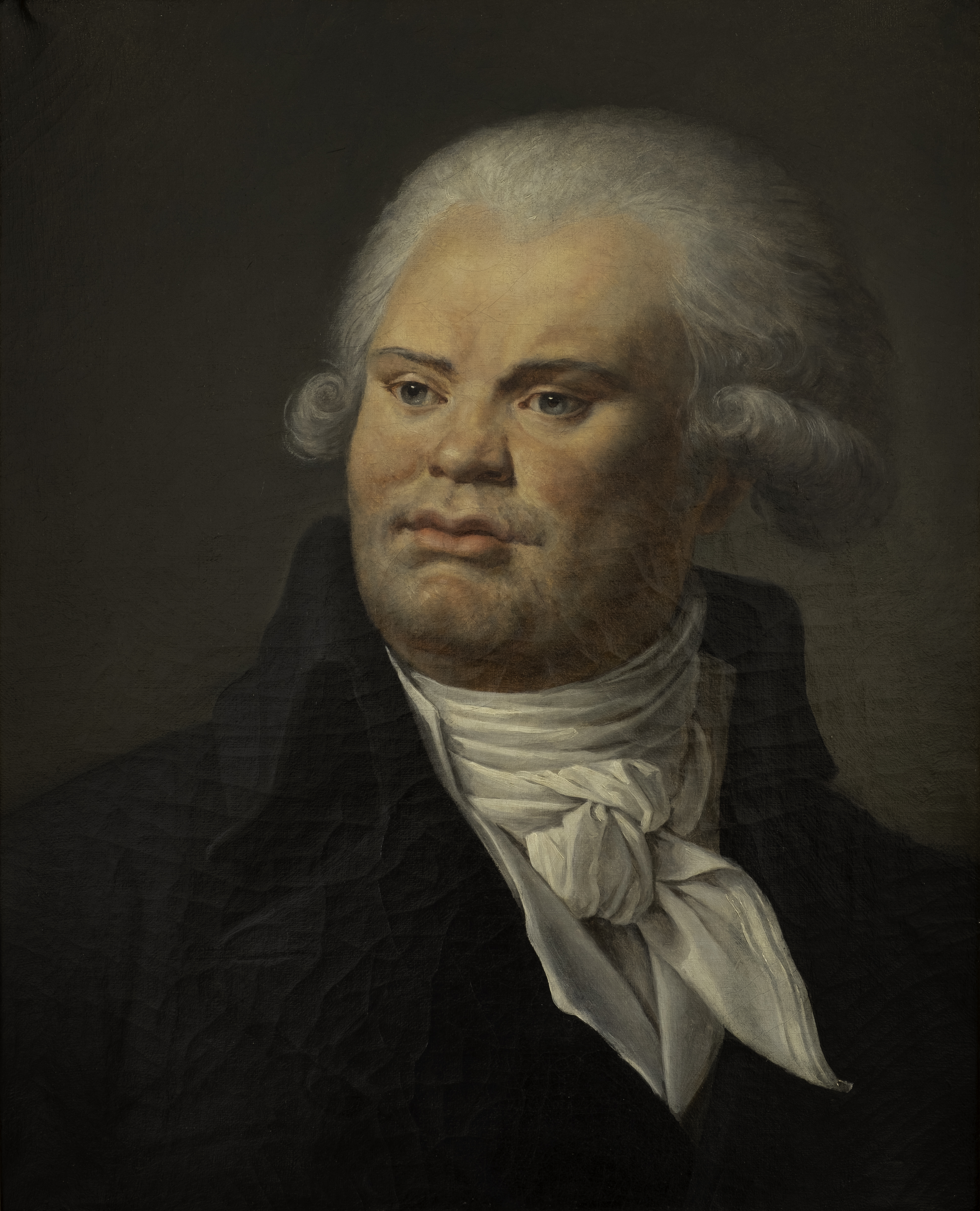
Georges Danton, líder de los citra-révolutionnaires indulgentes.

En el mes de germinal del año II (marzo-abril de 1794) fueron eliminadas sucesivamente las dos «facciones» que «amenazaban» al gobierno revolucionario. Robespierre en un discurso del 5 de nivoso (25 de diciembre de 1793) las había llamado los ultra-révolutionnaires y los citra-révolutionnaires, ambos dirigidos por le parti étranger, 'el partido extranjero', que pretendía «la disolución de la Convención nacional» —en un texto posterior escribió: «una [facción] predica el furor y la otra la clemencia; una aconseja la debilidad y la otra la locura»—. La «facción ultrarrevolucionaria» —o Exagerés— eran los cordeliers encabezados por Jacques-René Hébert —de ahí el nombre de hebertistas por el que también se les conocía— que defendían medidas mucho más radicales y que amenazaban con una insurrección para aplastar «el infame moderantismo», como la del 31 de mayo de 1793 que había puesto fin al gobierno girondino. Hébert y el resto de dirigentes cordeliers fueron llevados ante el Tribunal Revolucionario que los condenó a muerte, siendo guillotinados el 4 de germinal (24 de marzo). El 10 de germinal (30 de marzo) fueron detenidos los dirigentes de la «facción citrarevolucionaria», los jacobinos Indulgents encabezados por Georges Danton —de ahí el nombre que también recibieron de dantonistas— y por Camille Desmoulins, ambos amigos de Robespierre —cuyo papel en su arresto y posterior ejecución sigue siendo objeto de debate—. Los «indulgentes» pedían poner fin al Terror y que se negociara con las potencias de la Primera Coalición el fin a la guerra, una vez que las rebeliones interiores «contrarrevolucionarias» parecían dominadas. Fueron declarados culpables de traición por el Tribunal Revolucionario y guillotinados el 16 de germinal (5 de abril de 1794). El diputado Levasseur en sus Memorias escribió treinta y cinco años después: «Fue el más asombroso triunfo [del Comité de Salvación Pública], pero… al mismo tiempo la causa primera de su caída». Por su parte la historiadora Françoise Brunel, quien asegura que Levasseur debería haber incluido en el triunfo al Comité de Seguridad General, afirma: «Es innegable que el drama de Germinal abrió, en el seno de la Montaña, vivas heridas imposibles de cicatrizar».
Tras la eliminación de hebertistas y dantonistas el Comité de Salvación Pública afianzó su dictadura. En cuanto al papel de Robespierre, la historiadora Marisa Linton afirma que «otros miembros del Comité, junto con los miembros del Comité de Seguridad General (responsable de la policía, las cárceles y de la mayoría de las detenciones), fueron tan responsables del funcionamiento del Terror como Robespierre. Algunos de sus colegas eran hombres duros y ambiciosos, a los que no les repugnaba la corrupción a diferencia de Robespierre, y que desdeñaban su sueño de una república virtuosa».

### Pradial del año II (mayo-junio de 1794): la división del «gobierno revolucionario»

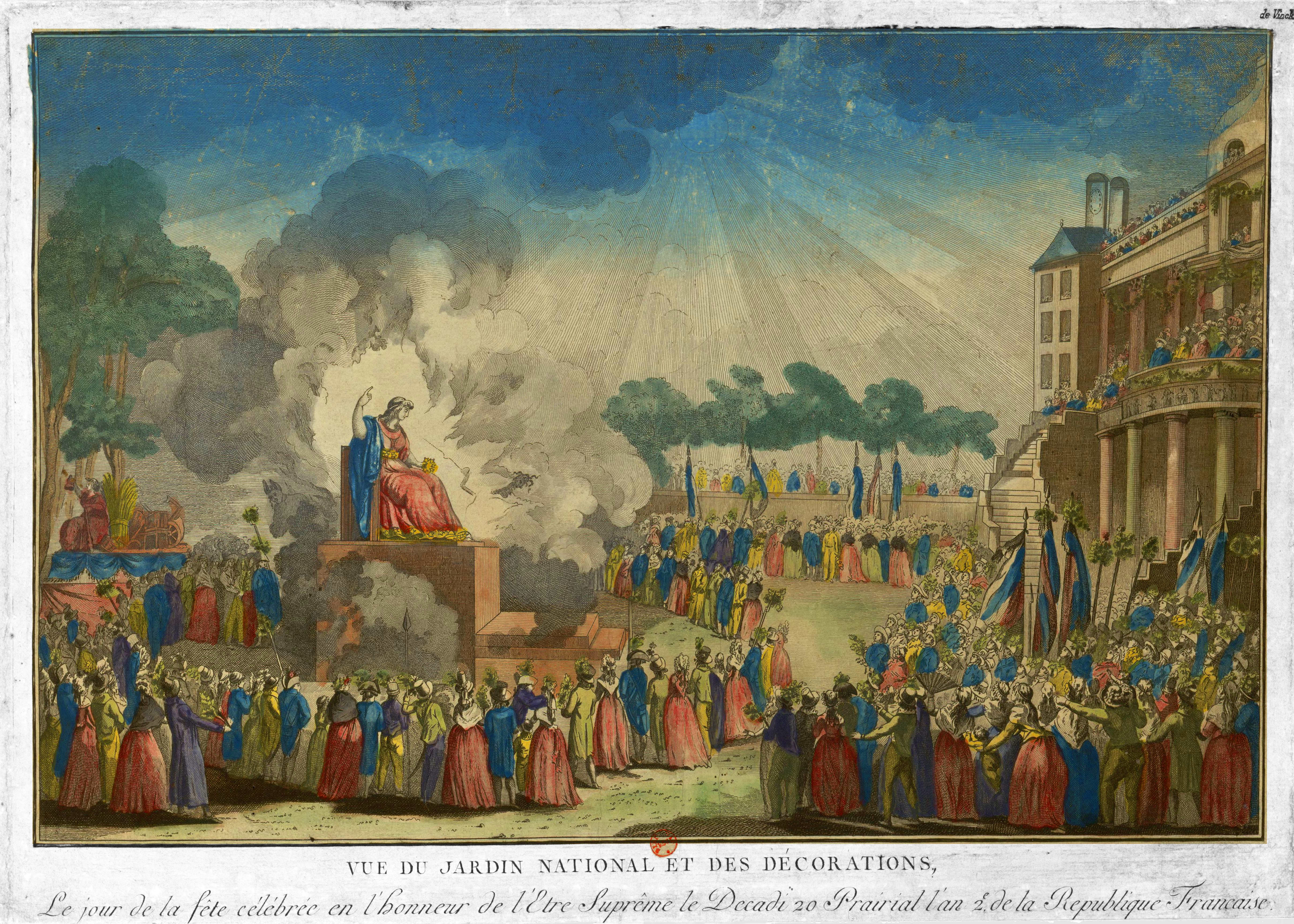
Fiesta del Ser Supremo, 20 de pradial del año II (8 de junio de 1794)

Tras el drama de germinal parecía que se había salvaguardado la unidad del «gobierno revolucionario» pero esta no duró demasiado porque al mes siguiente las relaciones internas entre los miembros del Comité de Salvación Pública comenzaron a degradarse con motivo de las diferencias surgidas entre Lazare Carnot, el principal responsable de las cuestiones militares en el seno del Comité, y Saint-Just, el delegado del Comité para el Ejército del Norte, que se enfrentaba en la frontera con los Países Bajos austríacos a las tropas del Imperio. Carnot era partidario de la anexión de la región costera de Flandes, mientras que Saint-Just proponía una táctica estrictamente defensiva sobre el río Sambre.
Pero el inicio de la división suele situarse en la celebración de la fiesta del Ser Supremo del 20 de pradial (8 de junio). El 18 de floreal (7 de mayo) Robespierre había presentado un informe en la Convención Sobre las relaciones de las ideas religiosas y morales con los principios republicanos, y sobre las fiestas nacionales, que dio lugar a la promulgación ese mismo día de un decreto estableciendo el deísta culto del Ser Supremo, lo que suponía poner fin al movimiento ateo descristianizador iniciado en brumario del año II (octubre-noviembre de 1793) por los «ultrarrevolucionarios». En la celebración de la fiesta del Ser Supremo el 20 de pradial, Robespierre como presidente de la Convención desde el 16 de pradial, marchó solo en cabeza del desfile. Según el testimonio de Levasseur la fiesta del Ser Supremo encolerizó a Billaud-Varenne y a Collot d'Herbois, ambos miembros del Comité de Salvación Pública, porque era un «síntoma de vuelta al orden».

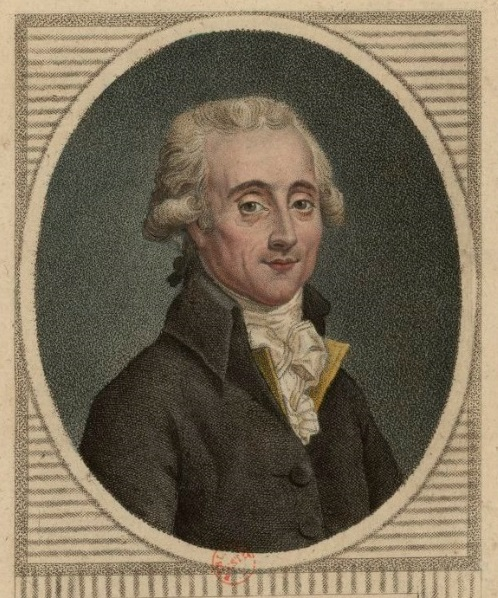
Georges Couthon, miembro del Comité de Salvación Pública. Uno de los amigos y aliados de Robespierre.

La división se ahondó a propósito de la Ley de 22 de pradial (10 de junio) que simplificaba aún más los procedimientos judiciales del Terror. El origen de la ley se remontaba a los decretos de Ventoso (febrero-marzo de 1794) que habían determinado que los bienes de los «enemigos de la revolución» fueran confiscados y repartidos entre los patriotas desheredados (malheureux). Para ello se habrían de crear «seis comisiones populares para juzgar rápidamente a los enemigos de la Revolución detenidos en las prisiones», distinguiéndolos de los patriotas injustamente encarcelados. La organización de las comisiones correspondió a los dos comités, pero una ley aprobada a propuesta de Saint-Just el 27 de germinal (16 de abril) atribuyó al Comité de Salvación Pública la vigilancia de las autoridades y de los agentes públicos, lo que se tradujo en la creación del Bureau de surveillance administrative et de police ('Oficina de vigilancia administrativa y de policía'), nuevo organismo que amenazaba con invadir las competencias del Comité de Seguridad General.
El 22 de pradial (10 de junio) Couthon presentó ante la Convención un proyecto de ley redactado por él con el acuerdo de Robespierre dirigido a completar y a reformar el Tribunal revolucionario. Después de criticar el funcionamiento de la justicia —«el orden judicial era tan favorable al crimen como opresivo para el inocente», dijo—, Couthon explicó el motivo de la ley: «El retraso en castigar a los enemigos de la patria no debe ser más que el tiempo de reconocerlos; se trata menos de castigarlos que de aniquilarlos». Así para hacer más rápida y efectiva la justicia revolucionaria, la ley proponía que las pruebas «morales» valieran tanto como las pruebas «materiales» en la condena de un sospechoso y que «la regla de las sentencias» fuera «la conciencia de los jurados», por lo que se suprimían los abogados defensores de los acusados. La ley fue aprobada pero levantó las suspicacias del Comité de Seguridad General que ni siquiera había sido consultado durante su redacción. Esto se sumaba al rechazo del Comité al Boureau de policía creado por Robespierre y Saint-Just con la ley de germinal y que interfería con sus competencias.

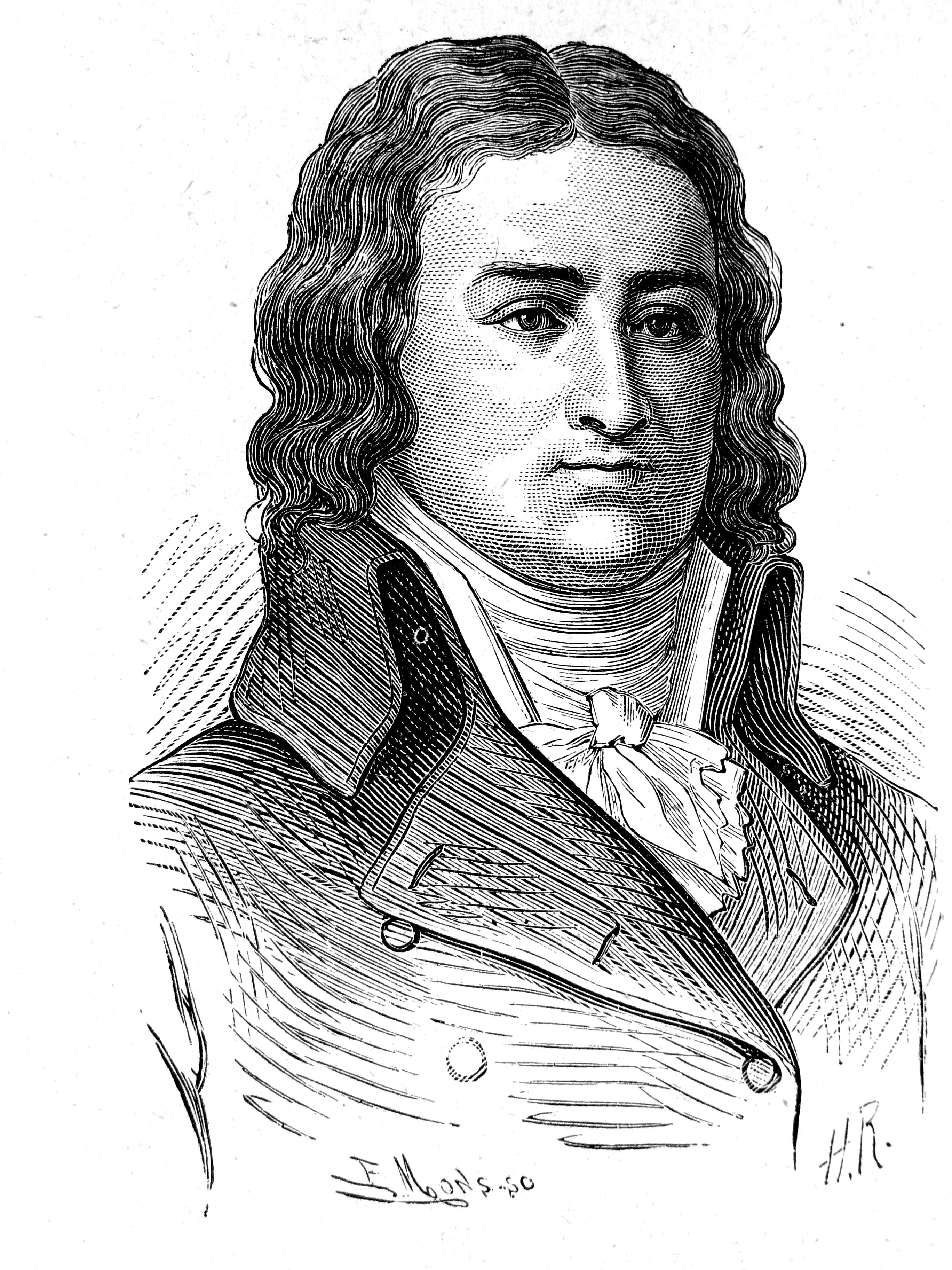
F.L. Bourdon de l'Oise, representante en misión enemigo de Robespierre

Dos días después de aprobarse la Ley del 22 de pradial (10 de junio), Robespierre pronunció un discurso en el Club de los Jacobinos en el que habló de la existencia de conspiradores que se sentaban incluso en los escaños de la Montaña. Cuando Bourdon de l'Oise —sobre el que Robespierre había escrito: «Se cubre las espaldas con el delito de La Vendée, donde se permitió… el placer de matar voluntarios con sus propias manos. Aúna perfidia con ira»—, increpó a Robespierre para que demostrara lo que acababa de decir éste le respondió:

Daré sus nombres cuando lo necesite. En todo momento del día, incluso en todo momento de la noche, hay conspiradores trabajando para insinuar en la mente de los hombres de buena fe que son miembros de la Montaña las ideas más falsas, las calumnias más atroces… Si lo supierais todo, ciudadanos, sabríais que habría más fundamento para acusarnos de debilidad… por no haber mostrado la dureza suficiente con los enemigos de la patria

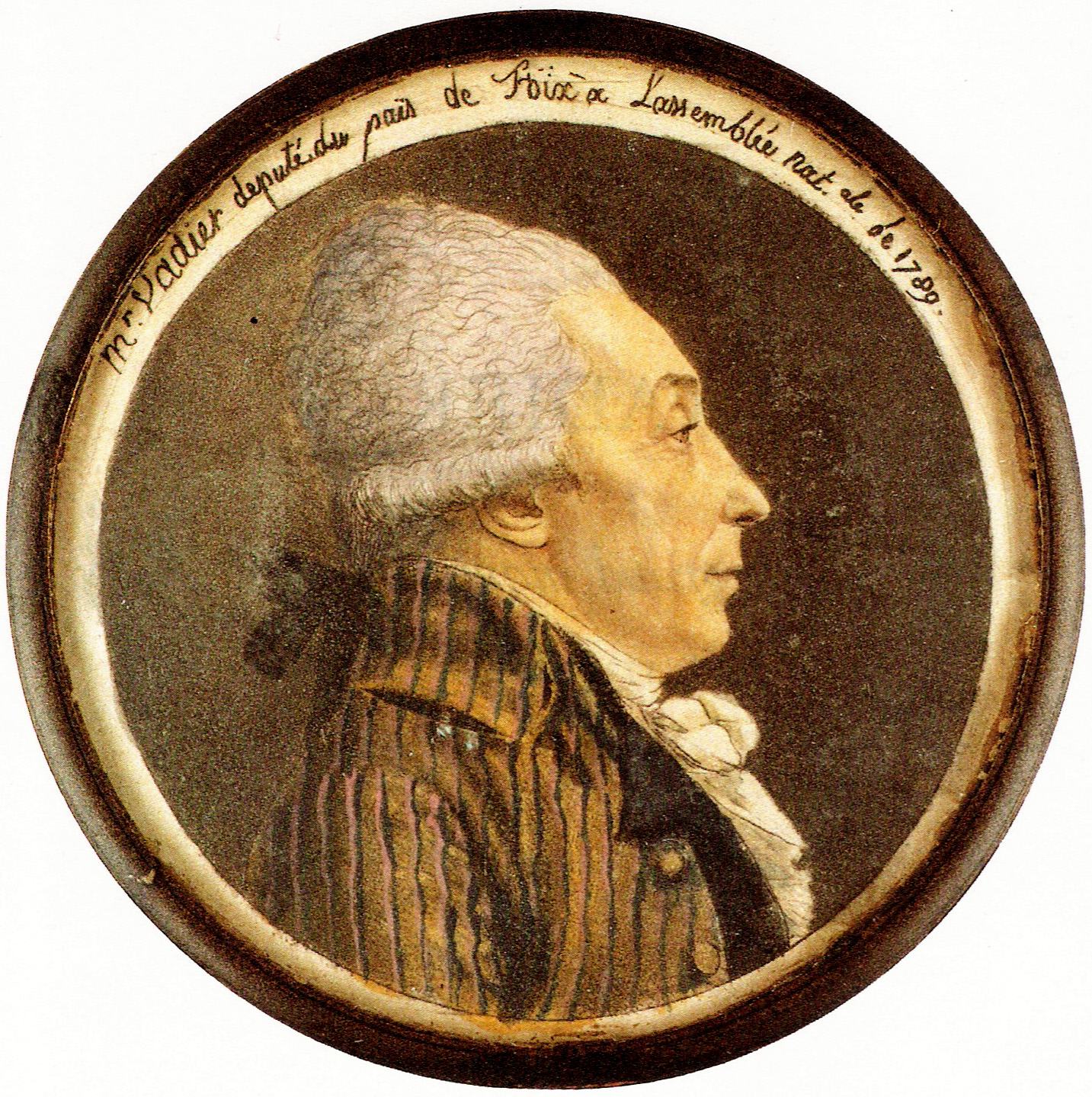
Marc Vadier, miembro del Comité de Seguridad General. Enemigo de Robespierre, Saint-Just y Couthon

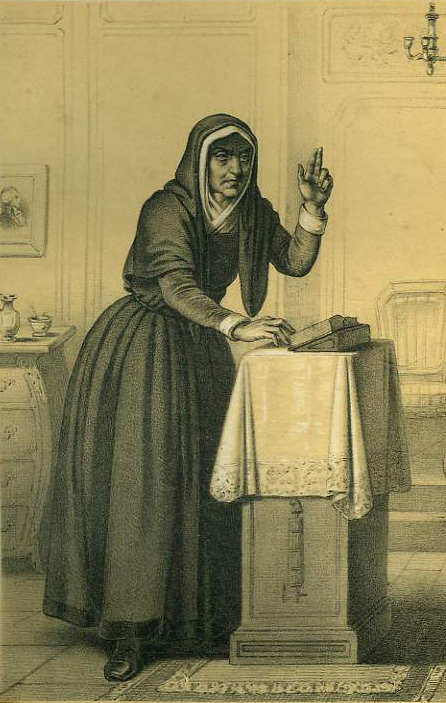
Catherine Théot

El llamado affaire Théot degradó aún más las relaciones entre Robespierre y el Comité de Seguridad General. El 27 de pradial (15 de junio), Marc Vadier, en nombre del Comité de Seguridad General, presentó un informe ante la Convención — presidida esa quincena por Robespierre— en el que desvelaba una supuesta conspiración encabezada por Catherine Théot, una anciana visionaria admiradora de Robespierre —había dicho de él que era «el heraldo de los Últimos Días y profeta del Nuevo Amanecer»— que era conocida como la «madre de Dios» y que profetizaba la venida del Mesías. En la explicación de la supuesta conspiración, Vadier insinuó que ese Mesías podría ser Robespierre, sin nombrarlo, pues según lo que había averiguado el Mesías había llegado en Pentecostés coincidiendo con la Fiesta del Ser Supremo del 20 de pradial (8 de junio) que había sido presidida por El Incorruptible. En su intervención también se burló de la austeridad moral de Robespierre cuando se refirió a que una de las normas de Théot era que «la abstinencia de los placeres terrenales era necesaria para los escogidos de la Madre de Dios». Robespierre finalmente consiguió que el fiscal del Tribunal Revolucionario desestimara el caso, lo que, según el historiador Peter McPhee, «confirmó a muchos la opinión de que sus poderes eran ilimitados». Lo cierto fue que «el asunto Théot comprometió gravemente el objetivo de Robespierre del culto al Ser Supremo y convenció más a quienes alegaban que se imaginaba ser el pontífice del culto». En su discurso del 8 de termidor (26 de julio) Robespierre le dedicó un párrafo al asunto: «Los malintencionados [intentaron] envilecer los grandes principios que habéis proclamado… Tal fue la meta del carácter y de la solemnidad que se dio al que se llamó "affaire de Chatherine Théot". (…) No se presentó a la atención pública más que una farsa mística y un sucesión inagotable de sarcasmos indecentes o pueriles».

### Mesidor del año II (junio-julio de 1794): la retirada de Robespierre

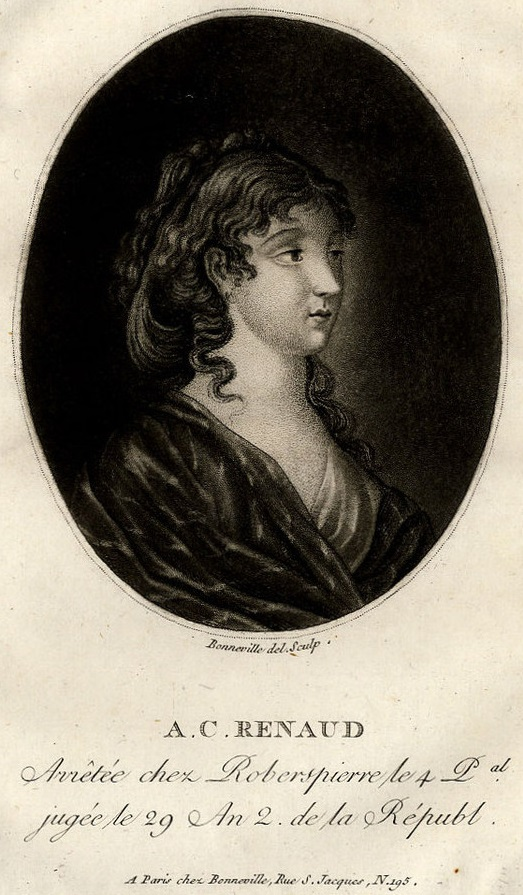
Cécile Renault, guillotinada por el supuesto intento de asesinato de Robespierre

A la semana de la aprobación de la Ley de 22 de pradial ya pudieron verse sus efectos cuando el 29 de pradial (17 de junio) fueron ejecutadas cerca de sesenta personas acusadas de ser cómplices de Cécile Renault que supuestamente había intentado asesinar a Robespierre el 24 de mayo —había sido encontrada por las salas de las Tullerías con dos pequeños cuchillos preguntando por El Incorruptible porque quería «ver qué aspecto tienen los tiranos»—.
A pesar de que la victoria en la batalla de Fleurus del 8 de mesidor (26 de junio) puso fin a la amenaza de las tropas austríacas en la frontera norte, lo que suponía que podía comenzar a plantearse el fin al Terror, las ejecuciones no sólo continuaron sino que se incrementaron durante este período conocido como el Gran Terror. En floreal (del 20 de abril al 19 de mayo) el promedio de ejecuciones había sido de once al día, mientras que en pradial (del 20 de mayo al 18 de junio) había ascendido a dieciséis para alcanzar las veintiséis al día de promedio en mesidor (del 19 de junio al 18 de julio).
Las serias desavenencias entre los dos comités y en el seno del Comité de Salvación Pública se hicieron patentes en la tumultuosa reunión conjunta del 11 de mesidor (29 de junio) durante la cual Carnot le gritó a Saint-Just —quien acababa de volver el día anterior a París para comunicar la gran victoria de Fleurus— que él y Robespierre eran unos «dictadores ridículos» y en la que también se enfrentaron Robespierre y Jacques Nicolas Billaud-Varenne, quien como Jean-Marie Collot d'Herbois, se sentía aludido por las veladas acusaciones de Robespierre, debido a sus vínculos con los hebertistas. La réplica de Robespierre a Billaud-Varenne la hizo pública en un discurso pronunciado dos días después, el 13 de mesidor (1 de julio), en el Club de los Jacobinos. Allí Robespierre denunció las calumnias de que estaba siendo objeto y las intrigas en el seno de los dos comités.
A partir del 11 de mesidor (29 de junio) Robespierre dejó de asistir a las reuniones del Comité de Salvación Pública —desde el 18 de junio, cuando acabó su presidencia, también había dejado de acudir a las sesiones de la Convención—. En el discurso del 8 de termidor explicó las razones de su ausencia: «Desde hace más de seis semanas, la naturaleza y la fuerza de la calumnia, la impotencia de hacer el bien y de detener el mal, me han forzado a abandonar mis funciones de miembro del Comité de Salvación Pública».

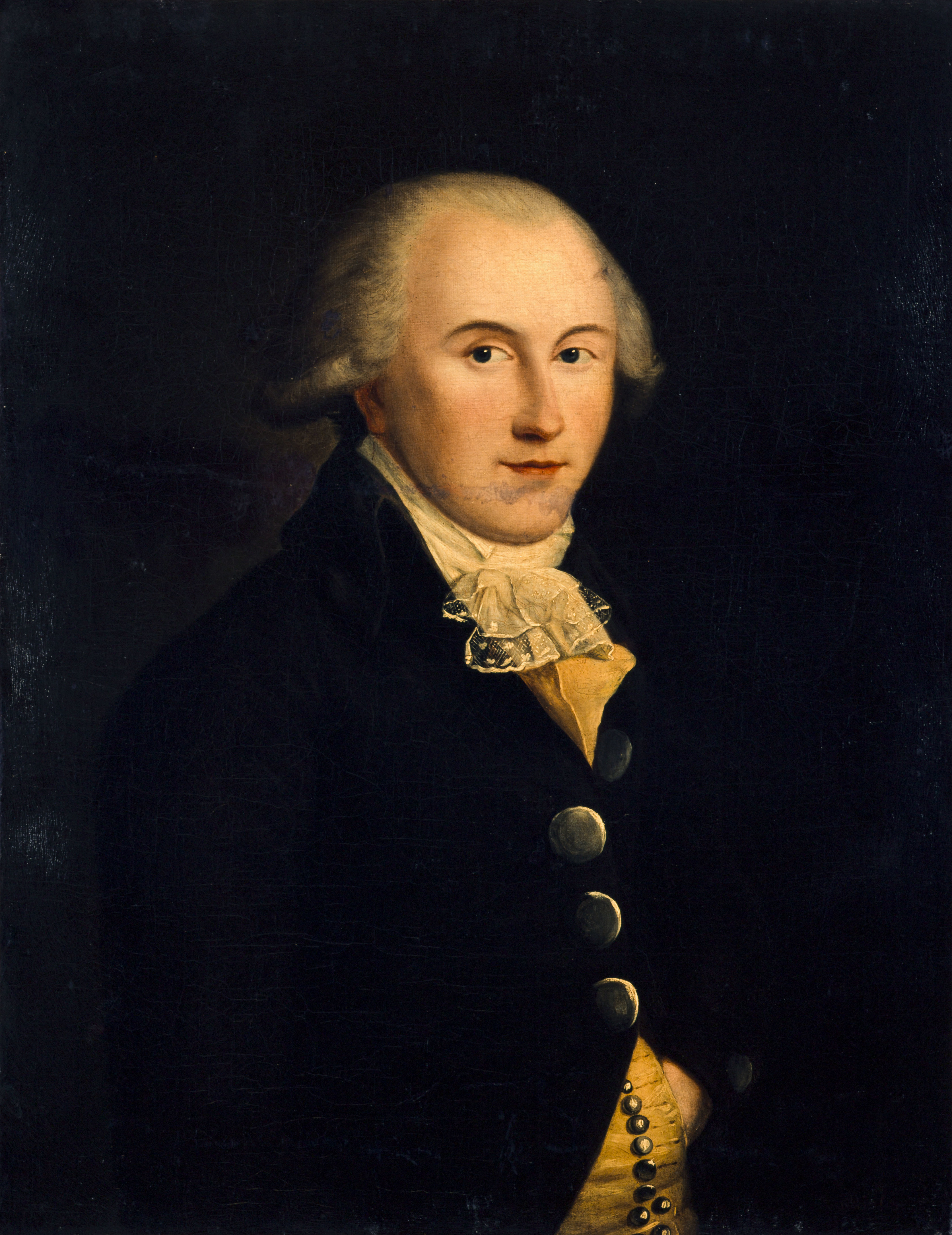
Augustin Robespierre, hermano de El Incorruptible

La desaparición de la vida pública de Robespierre ha sido objeto de debate. Peter McPhee apunta razones personales —su quebradiza salud había empeorado, tal vez agravada por el miedo a ser asesinado; la ruptura entre su hermana Charlotte y su hermano Augustin había sido un duro golpe para él— y políticas —según McPhee, «vivía sumido en la amargura por los rumores y las calumnias» que se reflejaban en las cartas anónimas amenazadoras que recibía en las que se le calificaba de «dictador», «tirano», «monstruo», «verdugo», y en los rumores que por ejemplo le atribuían haber ordenado guillotinar a los «cómplices» de Cécile Renault para ocultar una aventura amorosa—. En cualquier caso, como señala David Andress, la decisión de ausentarse de la vida pública, la tomó en el peor momento ya que por entonces «se alineaba en su contra un rosario de fuerzas políticas, y al negarse a debatir con ellas en público no hizo más que dar pábulo a sus miedos ante una nueva depuración y, por añadidura, a su determinación de actuar». Además, como recuerda McPhee, en las intervenciones esporádicas que tuvo en el Club de los Jacobinos durante su ausencia del Comité y de la Convención siguió sin nombrar a los conspiradores que había denunciado ni a los que propalaban las «pérfidas insinuaciones» sobre su persona.

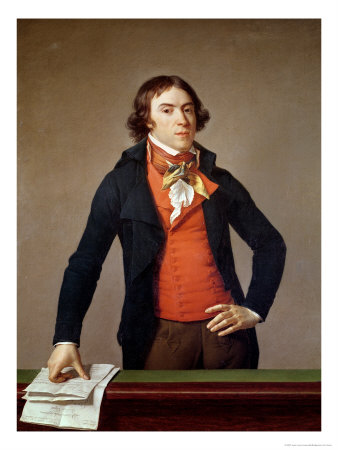
Bertrand Barère, miembro del Comité de Salvación Pública. Inicialmente neutral en el conflicto interno del Comité, se acabó alineando con Billaud-Varenne y con Collot d'Hebois.

La ausencia de Robespierre del Comité de Salud Pública coincidió con la escalada del «Gran Terror» por lo que, según Peter McPhee, «el espectacular ascenso de los veredictos de culpabilidad y las ejecuciones del mes de julio bajo la ley de 22 de pradial no se pueden imputar directamente a él». Por el contrario «había ocasiones en que Robespierre intervenía personalmente para proteger a determinados individuos». Protegió «a refugiados de la revolución fallida de Lieja, acusados de haber tenido tratos con el general Charles François Dumouriez [que se pasó al enemigo]» e «intervino para que fueran puestos en libertad». Se ocupó también de proteger a los setenta y tres diputados girondinos encarcelados y que él había salvado de la guillotina meses antes. También dio orden el 30 de mesidor (18 de julio) de poner en libertad a 320 sospechosos que habían sido encarcelados por orden de Alexandre Rousselin, que había sido detenido unas semanas antes también por orden de Robespierre. Esto, junto con «la anterior notificación de que regresaran otros nueve diputados en misión y la expulsión de Joseph Fouché [uno de los representantes en misión que había cometido excesos] del Club Jacobino convenció a muchos de que se estaba preparando una purga inminente para quienes se habían excedido en la represión».
La intervención Couthon en la Convención el 3 de termidor (21 de julio) pareció confirmarlo cuando habló de la presencia entre sus miembros de «cuatro o cinco» canallas. Tres días después, el 6 de termidor, denunció a «cinco o seis pigmeos con las manos llenas de riquezas que pertenecen a la República y de sangre de sus víctimas inocentes». «A tenor del léxico habitual por entonces, nadie podía dudar de que se refería a los representantes depuestos: Fouché, Jean-Lambert Tallien, Barras, Louis-Stanilas Fréron, Dubois-Crancé…», señala el historiador David Andress.
Robespierre no volvió al Comité de Salvación Pública hasta el 5 de termidor (23 de julio) para una sesión de «reconciliación» preparada por Bertrand Barère, y cuya convocatoria había surgido tras la reunión de los dos comités del día anterior. Pero Robespierre se mostró intransigente y la pretendida reconciliación no se produjo. A pesar de ello dos días después, el 7 de Termidor (25 de julio), Bertrand Barère negó en su intervención ante la Convención la existencia de una crisis en el seno del «gobierno revolucionario», afirmando que las tormentas «pueden ser conjuradas fácilmente por la unión que existe entre los dos comités».

### El inicio de Termidor del año II (julio de 1794): la conspiración contra Robespierre

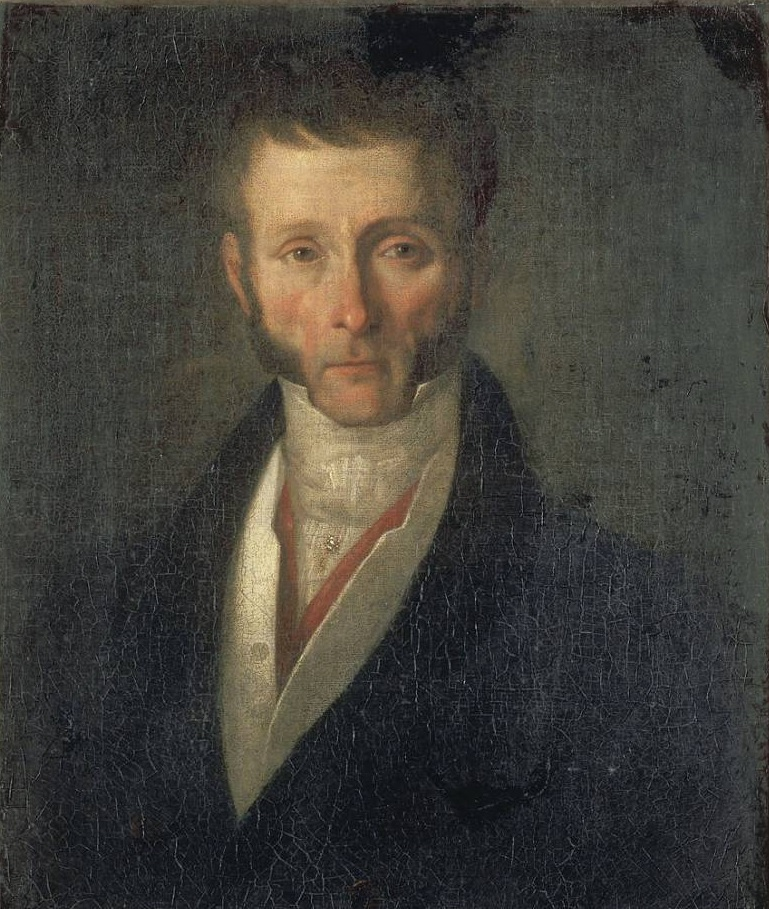
Joseph Fouché, representante en misión enemigo de Robespierre.

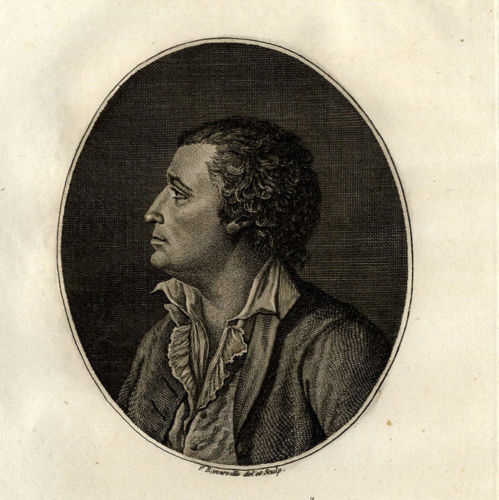
Edmond Dubois-Crancé, representante en misión enemigo de Robespierre

Se ha debatido mucho sobre si la conspiración que denunciaba Robespierre, y sobre la que volvería a insistir en su discurso del 8 de termidor ante la Convención, existió realmente. Según Peter McPhee, Robespierre esta vez, «tenía toda la razón». pues «había cuatro grupos significativos de diputados con motivos para matar o ser asesinados» que empezaron a actuar de forma concertada: los diputados en misión cesados (Jean-Baptiste Carrier, Fouché, Barras, Tallien, Fréron o Dubois-Crancé); los miembros de comités con antecedentes hébertistas (Collot, Billaud, Jean-Baptiste Amar y Vadier); los diputados que habían estado próximos a Danton (Lecointre, Jacques-Alexis Thuriot, Louis Legendre y Bourdon de l'Oise); y los tecnócratas del Comité de Salvación Pública (Jean-Baptiste Lindet, Claude-Antoine Prieur de la Côte-d'Or y Carnot). El diputado jacobino Marc-Antoine Baudot escribió después de la caída de Robespierre:

La batalla del 9 de Termidor no fue un asunto de principios, sino de matar; […] la muerte de Robespierre se había convertido en una necesidad.

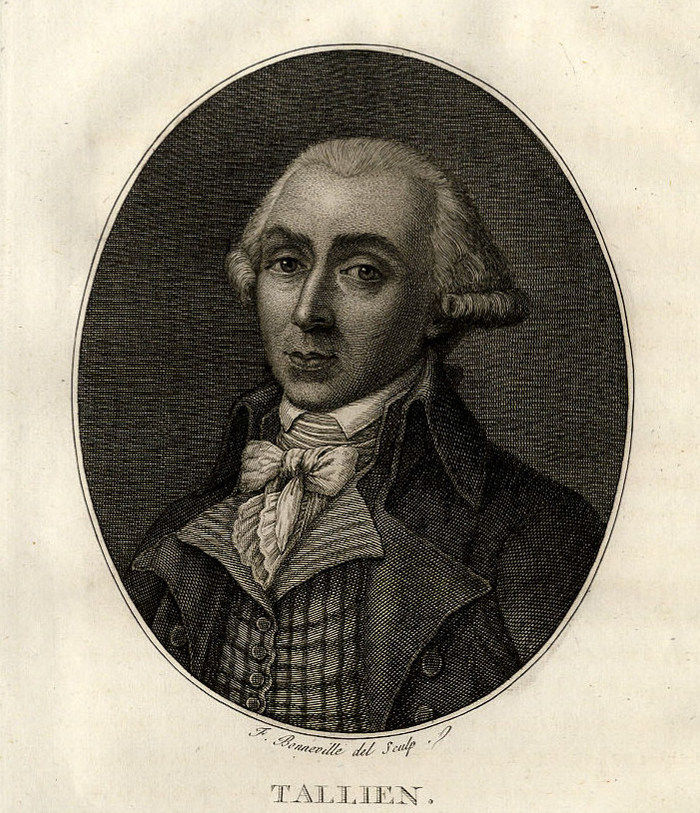
Jean-Lambert Tallien, representante en misión enemigo de Robespierre

Según David Andress, la iniciativa de la conjura partió de los amenazados representantes en misión (Fréron, Barras, Tallien, Fouché, Edmond Dubois-Crancé). Andress señala especialmente a Fouché, de quien en sus Memorias Barras escribió que «tras levantarse a la amanecida, pasaba el día entero corriendo de un lado a otro viéndose con diputados de todo género de opinión, anunciando a todos ellos: Mañana estaréis muertos si no lo está él [Robespierre]». El propio Fouché reconoció en sus Memorias que tras su expulsión del Club de los Jacobinos el 26 de mesidor (14 de julio) —lo que, según él, «equivalía a un decreto de proscripción»- se dedicó a decirles a «los compañeros sobre los que pesaba la misma amenaza»: «Vuestro nombre está en la lista; figuráis en la lista como figuro en ella yo mismo, ¡y no me cabe la menor duda!». Fouché afirmaba haber contactado con Tallien —quien estaba dispuesto a asesinar a Robespierre a causa de que su amante, la española Teresa Cabarrús, estaba en prisión—, y con los tres miembros del Comité de Salud Pública enemigos del Incorruptible, Collot d'Herbois, Billaud-Varenne y Carnot. Así pues Robespierre estaba en lo cierto cuando en un discurso en el Club de los Jacobinos señaló a Fouché como el «cabecilla de una conspiración a la que es preciso parar los pies», después de decir de él que era un «impostor vil y miserable cuyas acciones dan testimonio de sus crímenes».
Por su parte, Jean-Baptiste-André Amar, uno de los miembros más destacados del Comité de Seguridad General, visitó el 7 de termidor (25 de julio) a los diputados girondinos que estaban encarcelados para que hablaran con los diputados de la Llanura con el fin de que éstos les dieran su apoyo en la conjura contra Robespierre. David Andress destaca la paradoja de que fuera Amar quien les pidiera ayuda cuando en el otoño del año anterior había sido uno de los miembros de los Comités que más había insistido en que estos diputados girondinos fueran juzgados por el Tribunal Revolucionario, a lo que Robespierre se opuso, salvándoles la vida.

## 8 de termidor del año II (26 de julio de 1794)

### El discurso de Robespierre ante la Convención nacional

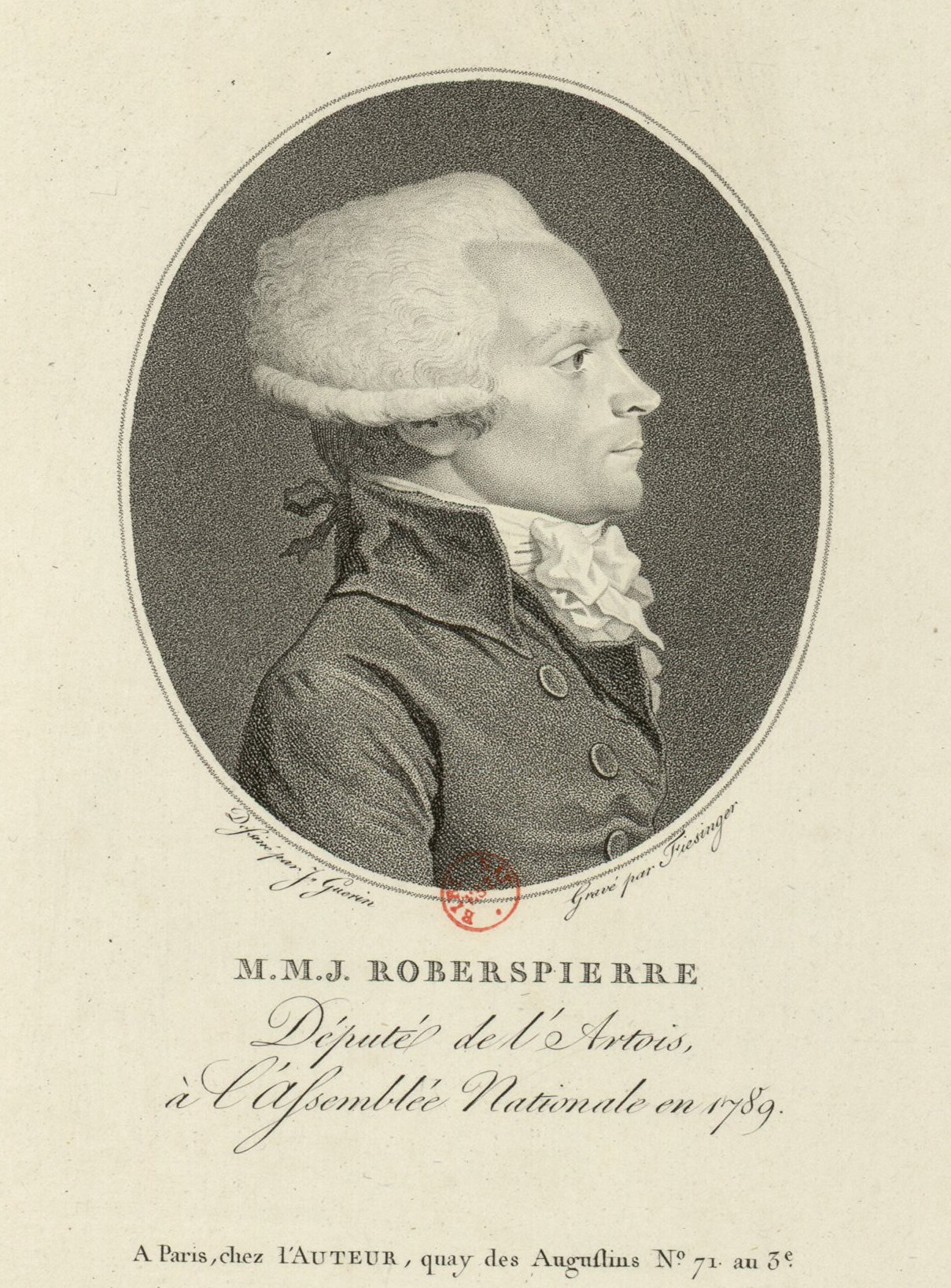
Maximilien Robespierre.

Hacia las dos de la tarde del 8 de termidor (26 de julio) Robespierre comenzó su discurso en la Convención Nacional —que duraría dos horas— con una alusión al informe presentado el día anterior por Barère: «Que otros os tracen cuadros halagadores ["tableaux flatteurs"]; yo vengo a deciros verdades útiles».
Después se refirió irónicamente a su ausencia de la vida política: «en las últimas semanas, al menos, mi denominada dictadura ha dejado de existir y no he ejercido ningún tipo de en gobierno. […] ¿Ha sido el país infeliz en algún aspecto?». Y enseguida reafirmó su fe en la virtud:

La virtud es una pasión natural, no cabe duda; […] el espanto profundo ante la tiranía, el fervor comprensivo hacia los oprimidos, el sagrado amor a la patrie, el sublime y más sagrado amor a la humanidad […] se pueden sentir en este preciso instante arder en vuestras almas; yo los siento en la mía…

Seguidamente aludió a las calumnias de que estaba siendo objeto:

Quizá apenas hay, entre los individuos arrestados, y dudo que lo haya incluso entre los ciudadanos que han sido víctima de vejación o acoso de cualquier clase, uno solo al que no hayan dicho de mí: "Ahí tienes al autor de tus calamidades" […] ¿Cómo podría contar o adivinar todos los géneros de impostura que se me han atribuido de forma subrepticia, ora en la Convención Nacional, ora en cualquier otra parte, a fin de convertirme en objeto de odio o de terror?

A continuación explicó su propósito de «revelar abusos» y «defender vuestra autoridad ultrajada y la libertad violada». «Yo necesito desahogar mi corazón; vosotros necesitáis oír también la verdad», afirmó. Después denunció las facciones y dijo que no se había sido demasiado severo con ellas, alegando que todavía existían «patriotas» en las mazmorras mientras que los «canallas» (scélérats) habían sido liberados de ellas. Seguidamente atacó a los représentants en mission que se habían extralimitado en el uso de sus poderes; a los agentes y a algunos miembros del Comité de Seguridad General; a los «monstruos» que habían «sostenido el terror en todas las condiciones», pero sin dar un solo nombre, aunque haciendo referencia al que había hablado de dictadura, al que había mencionado las listas de proscritos, al que había predicado el ateísmo [una alusión nada velada a Joseph Fouché ], al que había insultado al presidente de la Convención en la fiesta del Ser Supremo, al que había «dicho que todo va bien en la República». Según la historiadora Françoise Brunel se refería a Jacques Billaud-Varenne (miembro del Comité de Salvación Pública) y a Le Cointre, a Ruamps y a Jacques Thuriot, a Marc Vadier (del Comité de Seguridad General) y a Bertrand Barère (del Comité de Salvación Pública). Al que nombró expresamente fue a su colega del Comité de Salvación Pública Pierre-Joseph Cambon, cuando hizo referencia a que en la administración de las finanzas reinaban feuillants, aristócratas y «pillos» (fripons). A continuación lanzó su ataque frontal: «Se nos confundirá con los indignos mandatarios del pueblo que han deshonrado la representación nacional, y nosotros compartiremos sus crímenes dejándolos impunes. Existe una conspiración contra la libertad pública… una coalición que intriga en el mismo seno de la Convención», que también está presente en el Comité de Seguridad General y de la que también participan algunos «miembros del comité de Salvación pública».
Aunque sólo nombró a Cambon y a dos miembros del Comité de Finanzas, según Peter McPhee, «el discurso sí contenía las suficientes precisiones como para hacer temer a los sospechosos de excesos que habían sido identificados como responsables de propagar "el terror y la calumnia": "unos agentes impuros se han excedido realizando detenciones injustas; los proyectos destructivos han amenazado a todas las fortunas modestas y sembrado la desesperación en infinidad de familias apegadas a la revolución"».
Lo mismo afirma David Andress: «Ninguno de los presentes ignoraba a quiénes estaba acusando. Entre otros, se refería a Billaud-Varenne, Carnot y el tránfuga Barère; a Marc Vadier… y a diversos dantonistas, incluido Thuriot. […] También comunicó, de forma implícita aunque inequívoca, al trío de representantes [en misión] depuestos conformado por Tallien, Barras y Fouché, el funesto destino que los aguardaba».
Robespierre continuó diciendo:

¿Cuál es el remedio para ese mal? Castigar a los traidores, renovar los bureaux del comité de Seguridad general, depurar ese mismo comité, y subordinarlo al comité de Salvación pública, depurar el propio comité de Salvación pública, constituir la unidad del gobierno bajo la autoridad suprema de la Convención nacional que es el centro y el juez.

Acabó su discurso con unas frases en las que, según David Andress, pareció asumir que «sería destruido por haberlo redactado»:

¿Qué puede objetarse contra quien anhela decir la verdad y consiente en morir por ello? […] Yo he nacido para combatir el crimen, no para dirigirlo, y aún no ha llegado el tiempo en que los hombres honrados puedan servir a la nación sin ser castigados.

Según Peter MacPhee, fue un «intrincado discurso emocional de casi dos horas de duración… rayano en la incoherencia porque, para entonces, casi todo el mundo era sospechoso de conspirar… [No] dar [los] nombres de los diputados que iban a ser juzgados constituyó un error grave. Quizá sólo estuviera pensando en seis o siete personas, pero había muchos más con motivos para temer». Según David Andress, el discurso consistió «en una invectiva sinuosa… en la que abundaban la autocompasión y las manifestaciones melodramáticas de su propio martirio inminente y de su disposición a ser sacrificado; y aunque pecaba de parca en detalles concretos, apuntaba de manera arrolladora hacia el inicio de una nueva purga».

### Las reacciones al discurso de Robespierre
La primera reacción fue la de Bourdon de l'Oise que se opuso a que el discurso fuera impreso alegando que contenía «asuntos lo bastante serios para justificar un examen más minucioso» y aun «errores» y pidió que fuera investigado por los dos comités. Barère, por el contrario, apoyó la impresión y Couthon reclamó que fuera enviado a las municipalidades y a los ejércitos, dado que todos «deberían saber que hay, entre nosotros, quien se atreve a exponer la verdad sin velos».

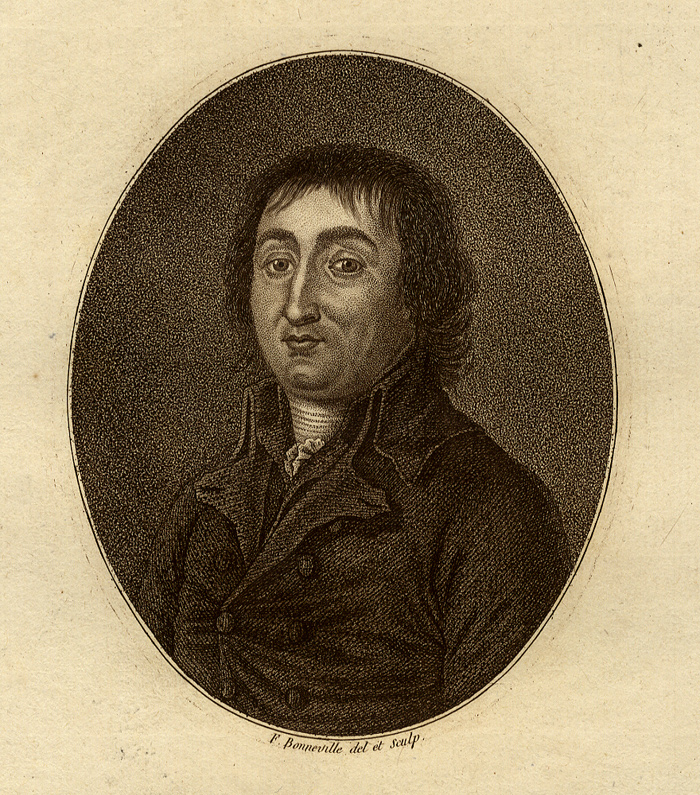
Pierre Joseph Cambon, miembro del Comité de Salvación Pública y presidente del Comité de Finanzas. Opuesto a Robespierre.

Según relató el diputado René Levasseur de la Sarthe en sus memorias, escritas treinta y cinco años después de los acontecimientos, a continuación intervinieron los miembros de la Convención «indirectamente acusados» quienes, «defendiéndose, todos acusaron a su vez a su denunciador». El primero en hablar fue Vadier y después intervino Cambon —directamente acusado por Robespierre— quien afirmó: «Es hora de decir toda la verdad: un solo hombre paraliza la voluntad de la Convención nacional; ese hombre es el que acaba de pronunciar el discurso, es Robespierre; así juzgad».
Étienne-Jean Panis, un antiguo miembro del Comité de Seguridad General, intervino para decir: «Reprocho a Robespierre el haber hecho que los jacobinos expulsasen a todo aquel que él señalaba, y deseo que no posea más influencia que ninguno de nosotros, que nos diga si tiene intención de proscribirnos». Aseguró a continuación haber oído a un miembro del Club de los Jacobinos que su nombre figuraba en «la lista [de proscritos] que ha elaborado Robespierre». André Drumont gritó: «¡nadie quiere mataros [Robespierre], sois vos quién está masacrando a la opinión pública!».
Finalmente se aprobó que del discurso de Robespierre se imprimieran sólo el número de ejemplares necesarios para el uso de los miembros de la Convención, pero Robespierre entonces «se negó a entregar el original e insinuó que los jacobinos se encargarían de distribuirlo en su nombre por toda la nación. Aquel hecho constituía un claro desafío a la autoridad de la Convención, aun cuando, por el momento, pasase inadvertido». Levasseur escribió en sus Memorias: «Por primera vez, desde el 31 de mayo [de 1793], Robespierre había llevado la peor parte ["Robespierre avait eu le dessous"]»..

### Robespierre en el Club de los Jacobinos

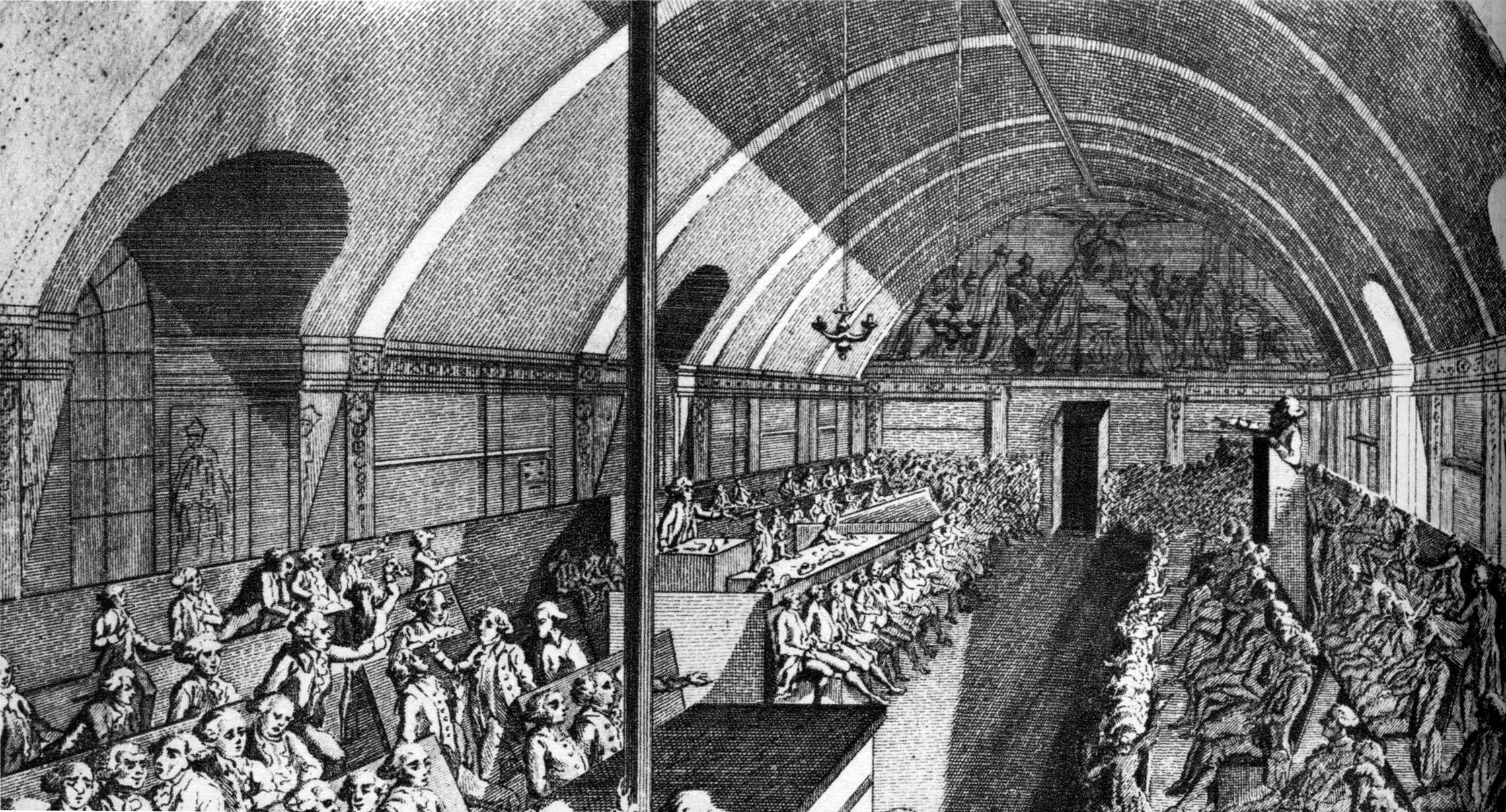
Club de los Jacobinos.

Según Brunel, tras la sesión de la Convención nada estaba decidido. Fue lo que ocurrió por la tarde en el Club de los Jacobinos lo que «rompió los hilos entre Robespierre y Couthon, de un lado, y Billaud-Varenne y Collot d'Herbois, del otro». A las ocho comenzó la sesión. Vivier, presidente en funciones por la ausencia de E. Lacoste, denegó la palabra a Collot de Herbois, que estaba acompañado de Billaud-Varenne. Claude Javogues, otro representante en misión relevado por sus excesos, exclamó: «¡No somos ni facciosos ni conspiradores, pero no queremos ver a los jacobinos dominados por un solo hombre!». A lo que Robespierre le contestó: «Y te estoy muy agradecido por revelarte de un modo tan meridiano y permitirme saber con exactitud quiénes son mis enemigos y los de la patria». Dumas, presidente del Tribunal Revolucionario, salió en defensa de Robespierre calificando a los que le atacaban de residuos de hebertistas y de dantonistas y añadiendo a continuación: «Y os profetizo que también van a heredar la suerte de estos conspiradores» (en referencia a Hébert y a Danton).
Tras este incidente Robespierre volvió a leer el discurso que había pronunciado por la mañana en la Convención, que fue acogido con aplausos desde las tribunas. Cuando acabó declaró:

Hermanos y amigos, es mi testamento lo que acabáis de oír. […] Si me abandonáis, veréis con que calma beberé la cicuta.

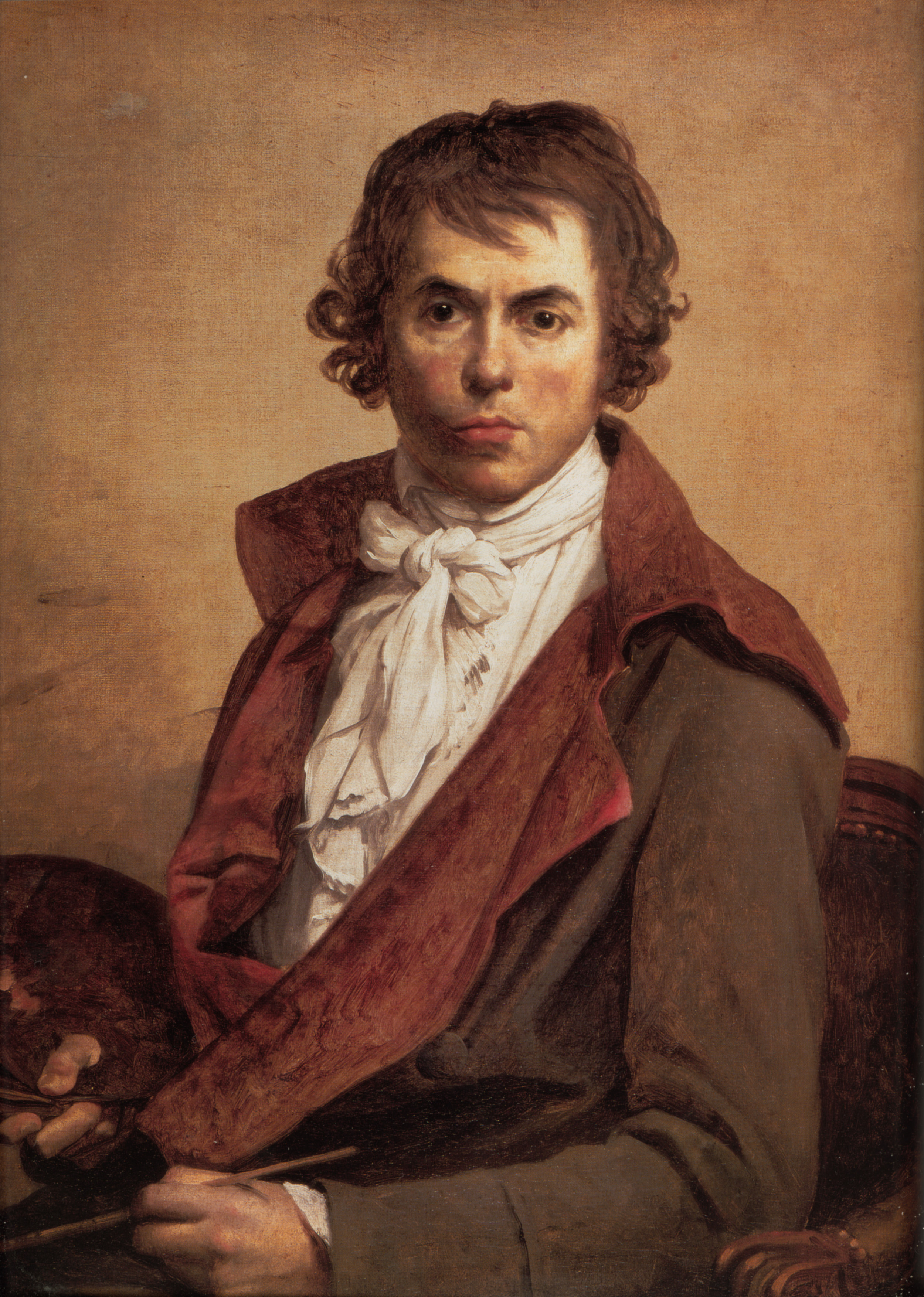
Jacques-Louis David, miembro del Comité de Seguridad General, partidario de Robespierre

Al oír esta última frase el pintor Jacques-Louis David, miembro del Comité de Seguridad General, dijo que la bebería con él. Cuando Collot intervino a continuación apenas se le pudo oír a causa de los abucheos —pidió que se emprendiera una investigación más crítica acerca de las acusaciones formulada por Robespierre, en lo que fue secundado por Billaud-Varenne, que tampoco pudo ser escuchado a causa de los gritos de los asistentes, entre los que se oyó alguno que decía: ¡A la guillotina!—. Entonces Georges Couthon propuso debatir sobre «la conspiración» que había denunciado Robespierre. «Vamos a investigar sus movimientos [de los conspiradores]; vamos a observar de cerca su vergüenza, a escuchar sus réplicas vacilantes, a verlos palidecer en presencia del pueblo; los vamos a condenar, y van a morir», dijo Couthon, moción que fue aprobada por aclamación, y Collot y Billaud-Varenne fueron expulsados de la sala.
El presidente del club aprobó que se remitiera un mensaje a las filiales provinciales en el que les informara de que Robespierre acababa de destapar otra «conspiración extranjera que no busca más que el premio del reconocimiento unánime de los ciudadanos y su voluntad de castigar a los traidores». Que Robespierre no era consciente del peligro que corría lo demuestra el hecho de que para la noche del 10 de termidor tenía previsto cenar en Créteil con sus amigos los Laveyron.

## El 9 de termidor (27 de julio)

### La horas anteriores a la sesión de la Convención

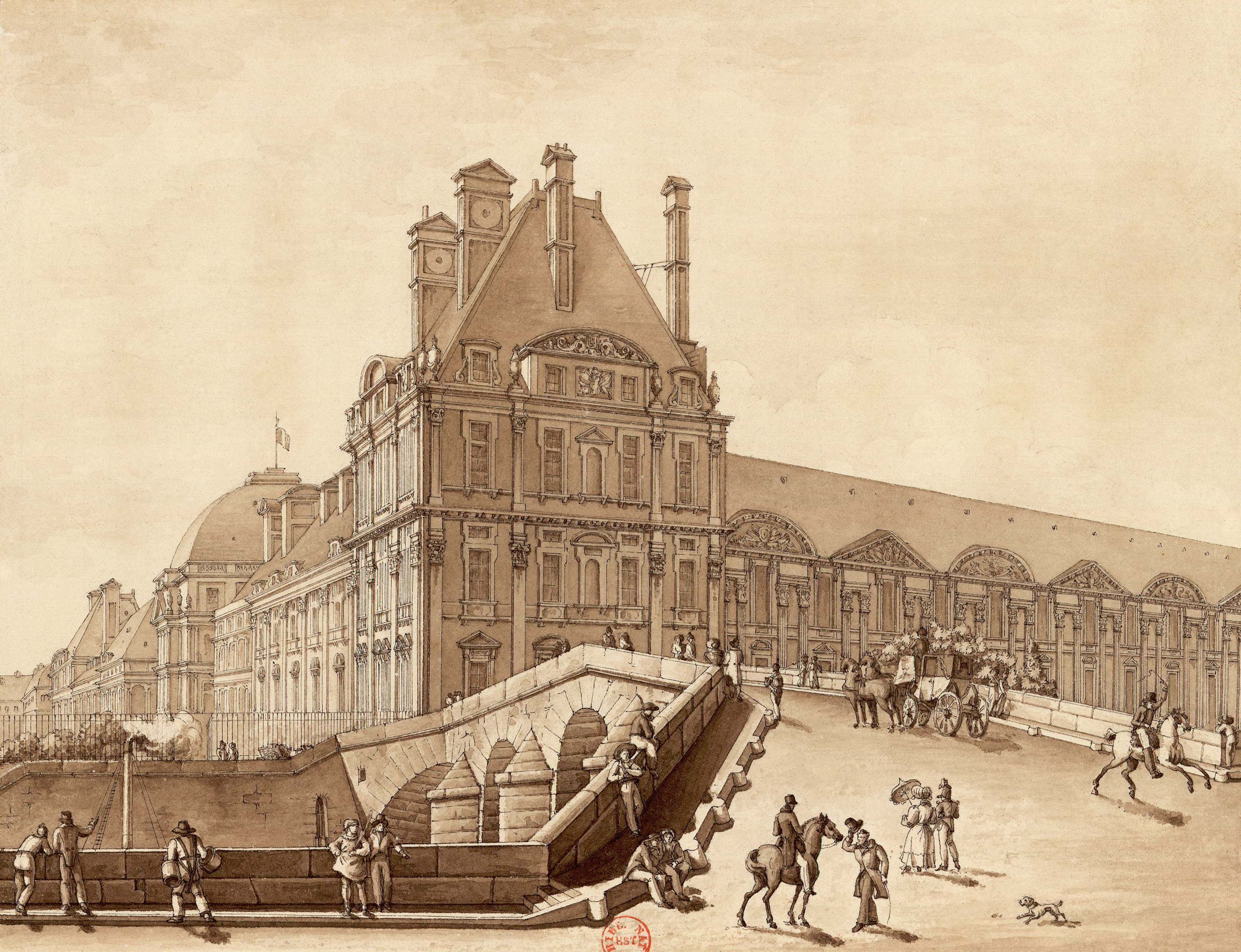
Pavillon de Flore con el Pont Royal en primer término (1814). Con el nombre de «Pabellón de la Igualdad» fue la sede del Comité de Salvación Pública.

Cuando Billaud y Collot, tras ser expulsados del Club de los Jacobinos, volvieron de madrugada a la sede del Comité de Salvación Pública, en el «Pabellón de la Igualdad» (Pabellón de Flore), se encontraron con Saint-Just que estaba allí redactando el informe sobre las instituciones que debía presentar en nombre de los dos comités en la sesión de la Convención de la mañana. Entonces Saint-Just fue increpado por Collot produciéndose una fuerte discusión entre ambos. Cuando Saint-Just abandonó a las cinco de la madrugada el Pabellón prometió a sus colegas del Comité que a las once de la mañana, antes de intervenir en la Convención, les leería su informe (su Rapport) —lo que no llegaría a producirse porque Saint-Just no pasó por el Comité antes de ir a la Convención—.

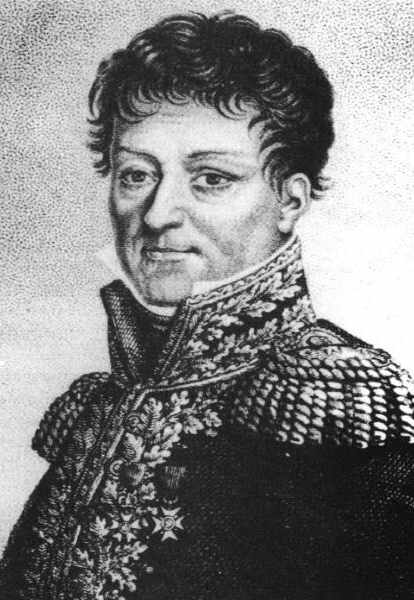
Lazare Carnot, miembro del Comité de Salvación Pública, enfrentado a Robespierre, Saint-Just y Couthon

Antes o después de este incidente Collot y Billaud se reunieron con Fouché y Tallien, los dos antiguos representantes en misión que también se sentían amenazados de muerte, para preparar su intervención en la sesión de la Convención —contando con que Collot iba a presidirla—. Por su parte Carnot, había ordenado el envío al Norte de los artilleros de París, fieles a François Hanriot, el comandante de la Guardia Nacional, y a Robespierre. Además unos días antes, 2 de termidor (20 de julio), había aparecido un periódico promovido por Carnot destinado a los ejércitos llamado La Soirée du camp y que, según Françoise Brunel, estaba «destinado a preparar a los soldados a una crisis y a impedir alborotos, sobre todo en el Ejército del Norte».
A la pregunta de por qué los partidarios de Robespierre o sus enemigos no «se decidieron a dar un golpe de estado y asesinar o detener a sus oponentes» durante la madrugada, David Andress, responde que esto se debió al «idealismo (errado, cierto es, hasta extremos grotescos a estas alturas) que profesaban los revolucionarios jacobinos. Todo seguía dependiendo de las resoluciones adoptadas por la Convención, la autoridad nacional constituida en regla».

### La sesión de la Convención

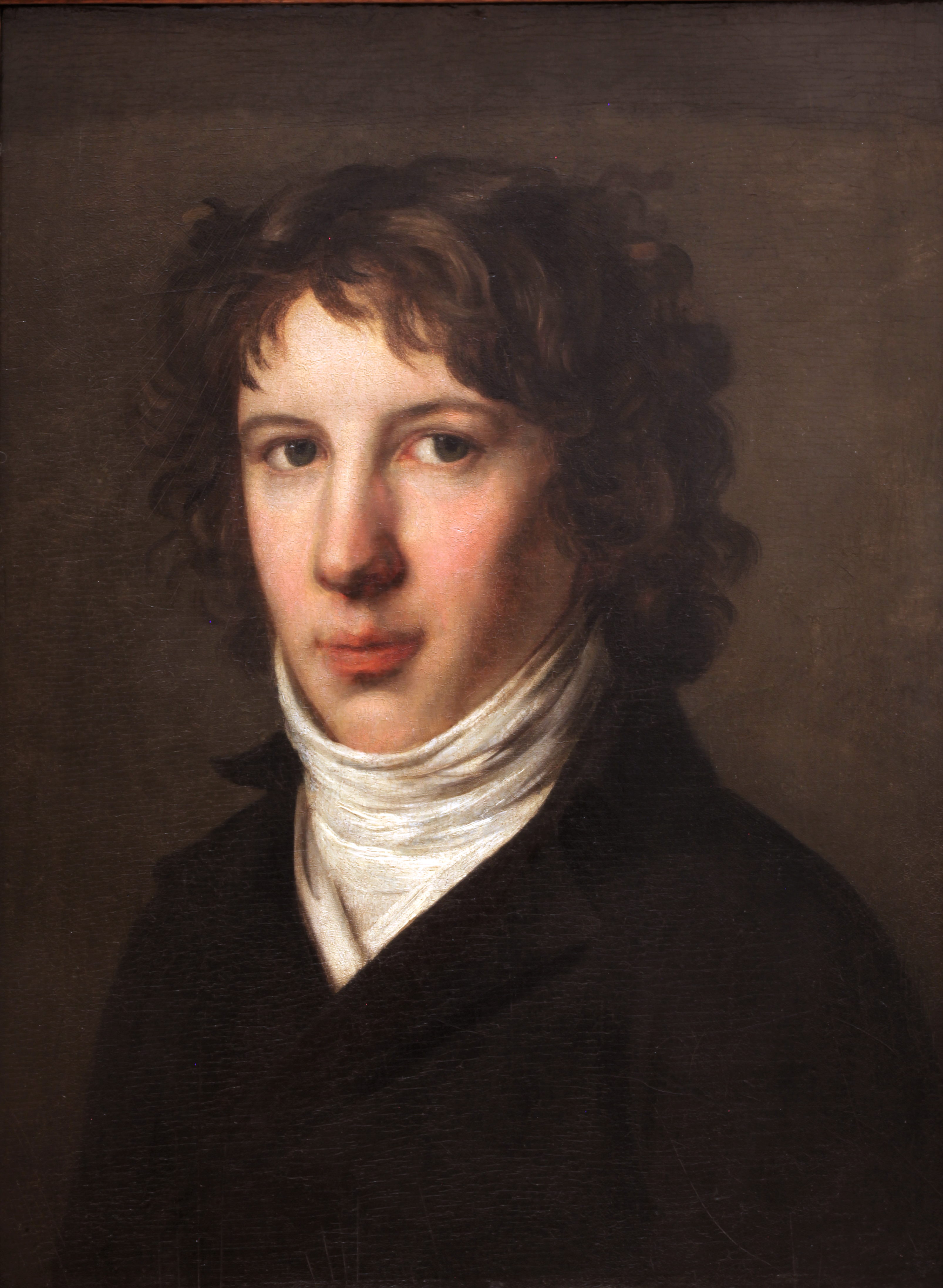
Louis Saint-Just, miembro del Comité de Salvación Pública. Amigo y aliado de Robespierre y de Couthon

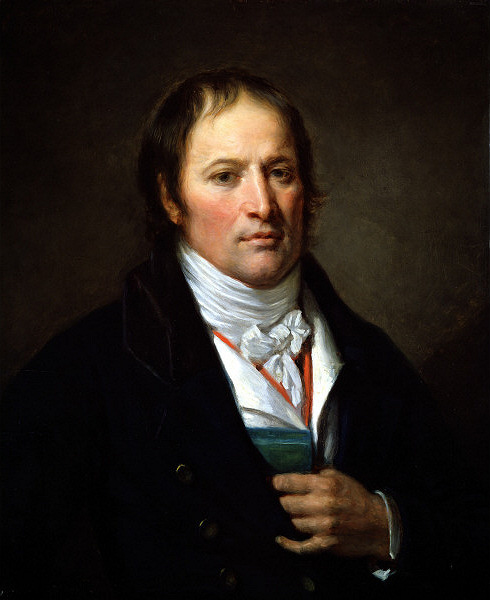
Jacques Nicolas Billaud-Varenne, miembro del Comité de Salvación Pública, aliado de Collot d'Herbois y opuesto a Robespierre, Saint-Just y Couthon

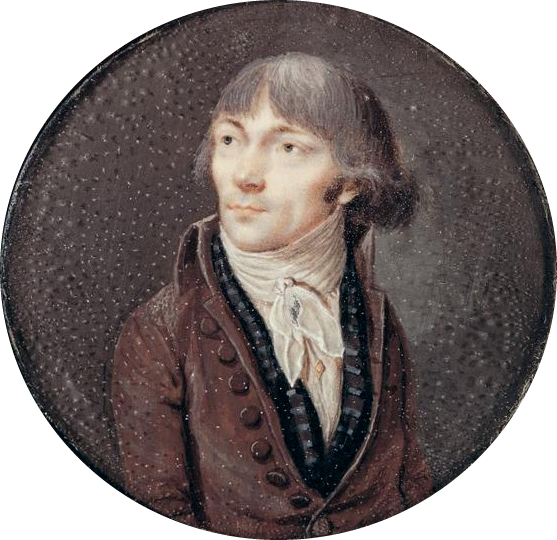
Jean-Marie Collot d'Herbois, miembro del Comité de Salvación Pública, aliado de Billaud-Varenne y opuesto a Robespierre, Saint-Just y Couthon

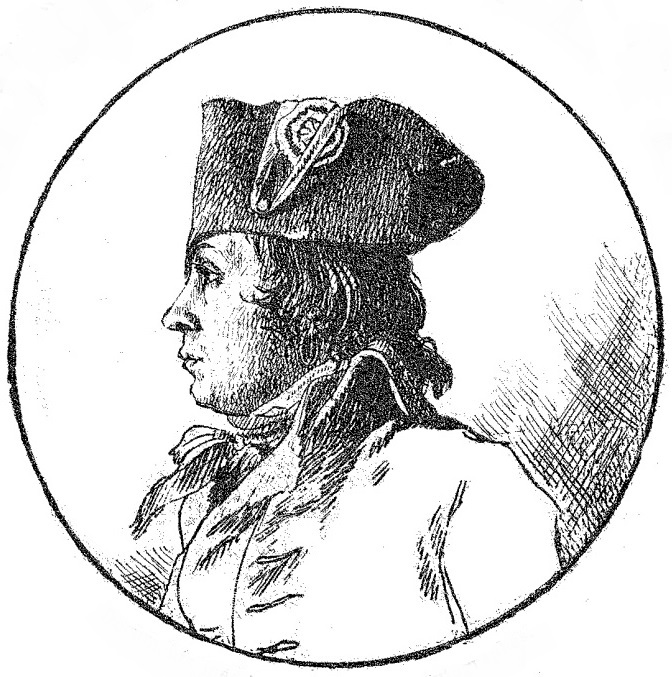
Philippe François Joseph Le Bas, miembro del Comité de Seguridad General, partidario de Robespierre

A las 11 de la mañana Collot d'Herbois, que presidía la Convención, abrió la sesión. Primero se dio lectura a la correspondencia y a continuación el verificador de los asignados anunció que se iban a quemar billetes de asignados por valor de 20 millones de libras . Tras aprobarse un decreto sobre las pérdidas ocasionadas por los temporales, Saint-Just subió a la tribuna para presentar su informe. Eran las doce de la mañana. Solo consiguió leer el primer párrafo, que decía:

No pertenezco a ninguna facción; las combato todas. […] El curso de las cosas ha querido que esta tribuna sea quizás la Roca Tarpeya para el que venga a deciros que miembros del gobierno han abandonado el camino de la sabiduría. […] ¿En qué lenguaje os voy a hablar? ¿Cómo describir los errores de los que no tenéis ninguna idea, y cómo describir el mal que una palabra desvela, que una palabra castiga? Vuestros comités de seguridad general y de salvación pública me han encargado elaborar un informe sobre las causas de la sensible conmoción que ha sentido la opinión pública en estos últimos tiempos. La confianza de los dos comités me honra; pero alguien esta noche ha ajado mi corazón ['flétri mon coeur']…

En ese momento fue interrumpido por Tallien quien le llamó al orden argumentando que su discurso iba a dividir aún más al gobierno —«vienen a atacarse unos a otros, a exacerbar los males de la patria y a hundirla en el abismo»—. Añadiendo a continuación:

El orador ha comenzado diciendo que no pertenecía a ninguna facción. Digo lo mismo. No me pertenezco más que a mi mismo, a la libertad… Por todas partes no se ve más que división. Ayer un miembro del gobierno se ha aislado…; hoy otro hace lo mismo. […] Pido que el telón sea completamente rasgado.

La intervención de Tallien, que provocó aplausos y un largo tumulto, fue seguida por la de Billaud-Varrenne, quien, según Brunel, «da el golpe decisivo», con un discurso preparado la noche anterior. «El momento de decir la verdad ha llegado», afirma, y añade: «la Asamblea perecerá si es débil». Entonces los diputados se pusieron en pie gritando: «¡No, no! ¡Viva la República! ¡Viva la Convención Nacional!». Philippe François Joseph Le Bas intentó intervenir para hacerle frente pero no le dejaron hablar, y lo amenazaron con enviarlo a la prisión de La Abbaye. Billaud continuó su acusación, contra René-François Dumas —el presidente del tribunal revolucionario que la noche anterior se había enfrentado a él en el Club de los Jacobinos—, contra el general Lavalette —adjunto de Hanriot, jefe de la Guardia Nacional—, y contra Robespierre. A este último lo acusó de haber dictado él solo la Ley del 22 de pradial, de haber espiado a los diputados, de haberse ausentado del comité y de querer degradar la Convención. También lo acusó de ser un «tirano» y al mismo tiempo de haber sido demasiado indulgente.

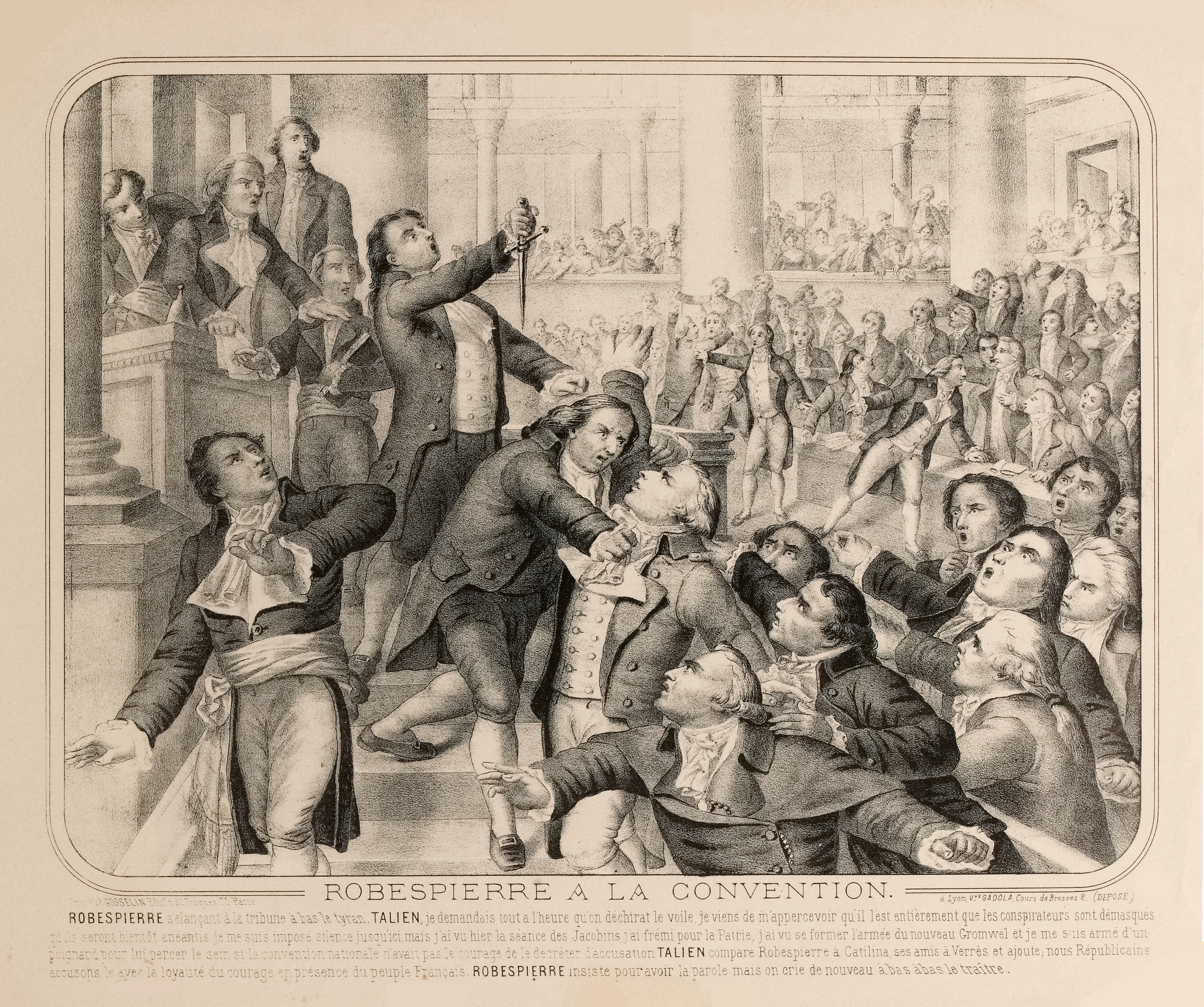
Jean-Lambert Tallien saca un puñal delante de Maximilien Robespierre en plena sesión de la Convención

Cuando Robespierre se dirigió a la tribuna para defenderse de las acusaciones se oyeron gritos de «¡Abajo el tirano!» y no le dejaron hablar. El presidente Collot no le dio la palabra —«Protesto; mis enemigos pretenden abusar de la Convención Nacional», dijo Robespierre— y se la concedió a Tallien, quien se dedicó a fustigar al «nuevo Cromwell», al «nuevo Catilina» —estereotipos que serán desarrollados por la posterior propaganda termidoriana—, y propuso que la Convención permaneciera en sesión «hasta que la espada de la ley haya asegurado la revolución». Entonces pidió la primera detención, la del jefe de la Guardia Nacional, Hanriot. Era la una de la tarde. Durante su intervención Tallien había sacado una daga mostrándose dispuesto a «abatir al tirano» si la Convención no aplicaba «la justicia que merecen las sabandijas».
Intervino a continuación Bertran Barrère con un discurso conciliador («incoloro» dirá Levasseur): «No es con discursos artificiosos, con acusaciones calumniosas como se gobierna… No es con quejas perpetuas como se construye una República… No, el pueblo no será seducido por el brillo engañoso de las reputaciones; él ama la igualdad, la libertad, y no tal o cual nombre». No apoyó la petición de Tallien de que fuera detenido Hanriot, pero propuso que se instituyera un mando rotatorio en la Guardia Nacional.
Después Vadier retomó el ataque a Robespierre y afirmó que espías a sus órdenes seguían a diario a los miembros de la Convención presentándole sus informes para que sirvieran de base para sus denuncias —aunque no dijo que los informantes trabajaban para el Comité de Salvación Pública y no sólo para Robespierre—. Además cayó en la misma contradicción que Billaud-Varenne cuando acusó a Robesbierre de ser un tirano y al mismo tiempo de haber sido demasiado indulgente al haber intentado salvar de la guillotina a los «conspiradores».
Jacques-Alexis Thuriot, que había relevado en la presidencia a Collot, dio de nuevo la palabra a Tallien, quien se propuso «volver la discusión a su verdadero punto». Cuando Robespierre intentó contestarle —«Yo sabría reconducirla», le dijo— fue interrumpido por el presidente agitando fuertemente la campanilla, lo que tampoco dejó oír las voces de Couthon y de Le Bas que también querían intervenir para rebatir a Vadier, a Tallien, a Billaud-Varenne, y defender a Robespierre. Saint-Just seguía «apoyado sobre la tribuna» contemplando la Convención «con la fría sonrisa del desdén».
Robespierre trató de hablar en reiteradas ocasiones pero nunca le dejaron —en una de ellas Cambon le gritó «¡Abajo Cromwell!»-. Entonces según un reportero, «dirigiéndose a la Montaña, envía una mirada de ira y desprecio. Prodiga a los miembros que han hablado contra él los epítetos de bandidos, cobardes e hipócritas».

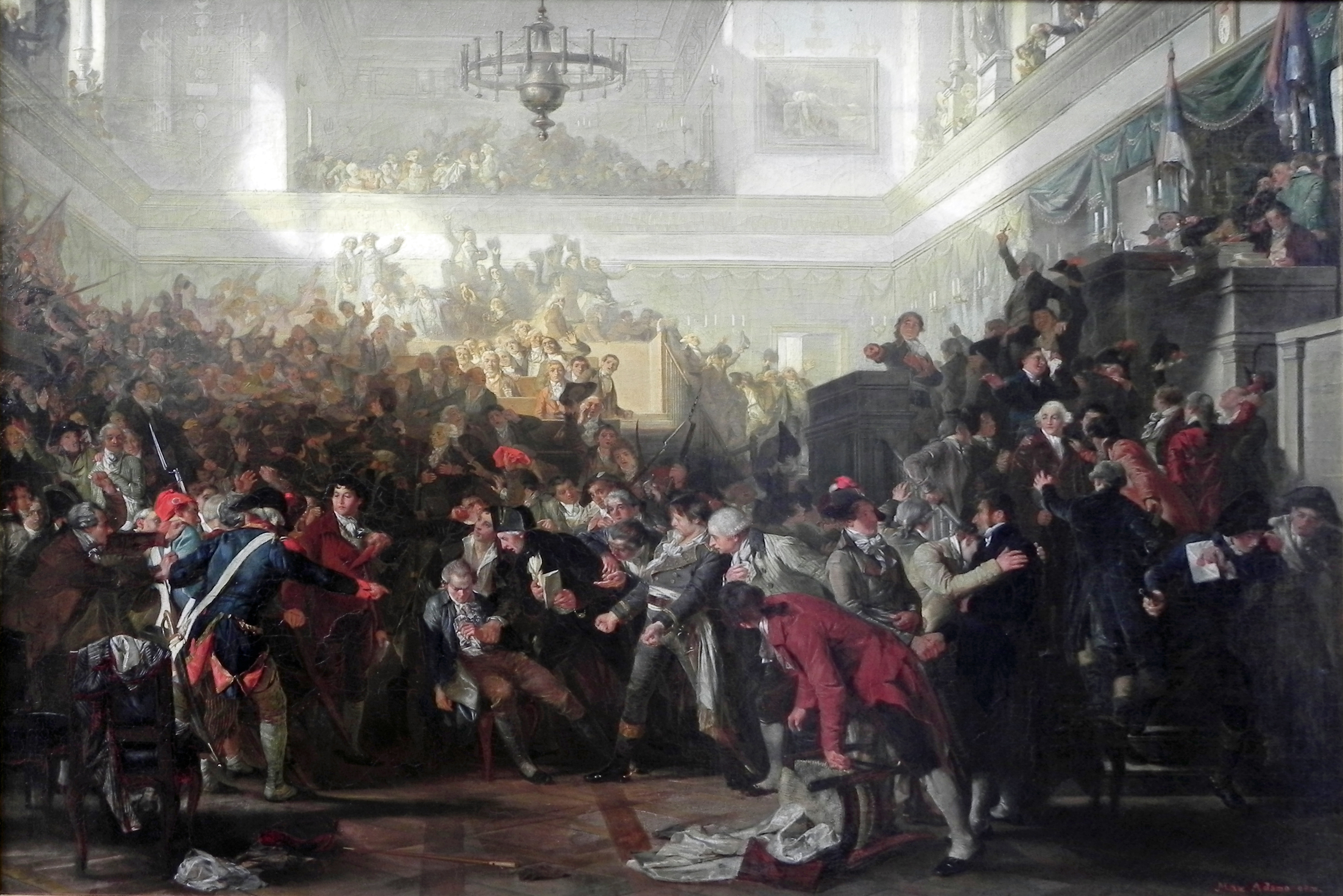
Detención de Robespierre en la Convención Nacional. Cuadro de Max Adamo (1870).

Hacia las dos y media de la tarde Louis Louchet, un oscuro diputado de la Montaña, propuso la detención de Robespierre. El hermano de éste, Augustin Robespierre pidió entonces ser detenido también e increpó al presidente: «¿Con qué derecho, presidente, proteges a los asesinos?» —según otras versiones fue Maximilien Robespierre el que gritó la frase cuando de nuevo se le impidió tomar la palabra—. La Convención aprobó los decretos n.º 10.126 por el que se detenía a Robespierre, —«Maximilien Robespierre será en el acto puesto en situación de detenido», se dice en él—; el n.º 10.127 —propuesto por Elie Lacoste— que afecta a Augustin Robespierre; y el 10.128 que pone también bajo arresto a Couthon, a Saint-Just y a Le Bas. La sesión prosiguió con gritos e improperios contra Robespierre. Un diputado dijo «La sangre de Danton te ahoga», a lo que Robespierre respondió: «¡Ah! ¡Queréis vengar a Danton! Cobardes, ¿por qué no lo defendisteis?». Collot d'Hebois se dirigió entonces a la asamblea: «Acabáis de salvar a la patria», «vuestros enemigos decían que hacía falta todavía un 31 de mayo». A lo que Robespierre respondió «Os ha mentido», pero de nuevo no le dejaron defenderse. Estas fueron las últimas palabras que pronunció ante la Convención. Después de las cuatro de la tarde, Robespierre y los otros cuatro diputados detenidos fueron conducidos por los gendarmes fuera de la sala y llevados a las dependencias del Comité de Seguridad General.
Cuando ya habían abandonado la sala Collot d'Herbois retomó la palabra y, según Brunel, «da la primera interpretación oficial de la jornada»: «Ha sido una insurrección contra la tiranía y sois vosotros los que la habéis hecho. Tendrá su lugar también en la historia, esta insurrección que ha salvado a la patria». Los diputados aplauden y gritan: «Vivan la República y la igualdad». Eran las cinco de la tarde. La sesión se suspendió hasta las siete para que los diputados pudieran cenar.
El ataque al «tirano» Robespierre y a sus «cómplices» había sido llevado a cabo por miembros de La Montaña. De los treinta y cinco diputados que intervinieron ese día en contra de Robespierre, sólo dos eran de La Llanura, los otros treinta y tres eran montagnards, entre ellos tres miembros de Comité de Seguridad General: Vadier, Lacoste y Voulland; tres del Comité de Salvación Pública: Barère, Billaud-Varenne y Collot d'Herbois; y cuatro antiguos representantes en misión acusados de haber cometido crímenes: Fréron, Barras, Tallien et Dubois-Crancé.

### La fracasada insurrección de la Comuna de París

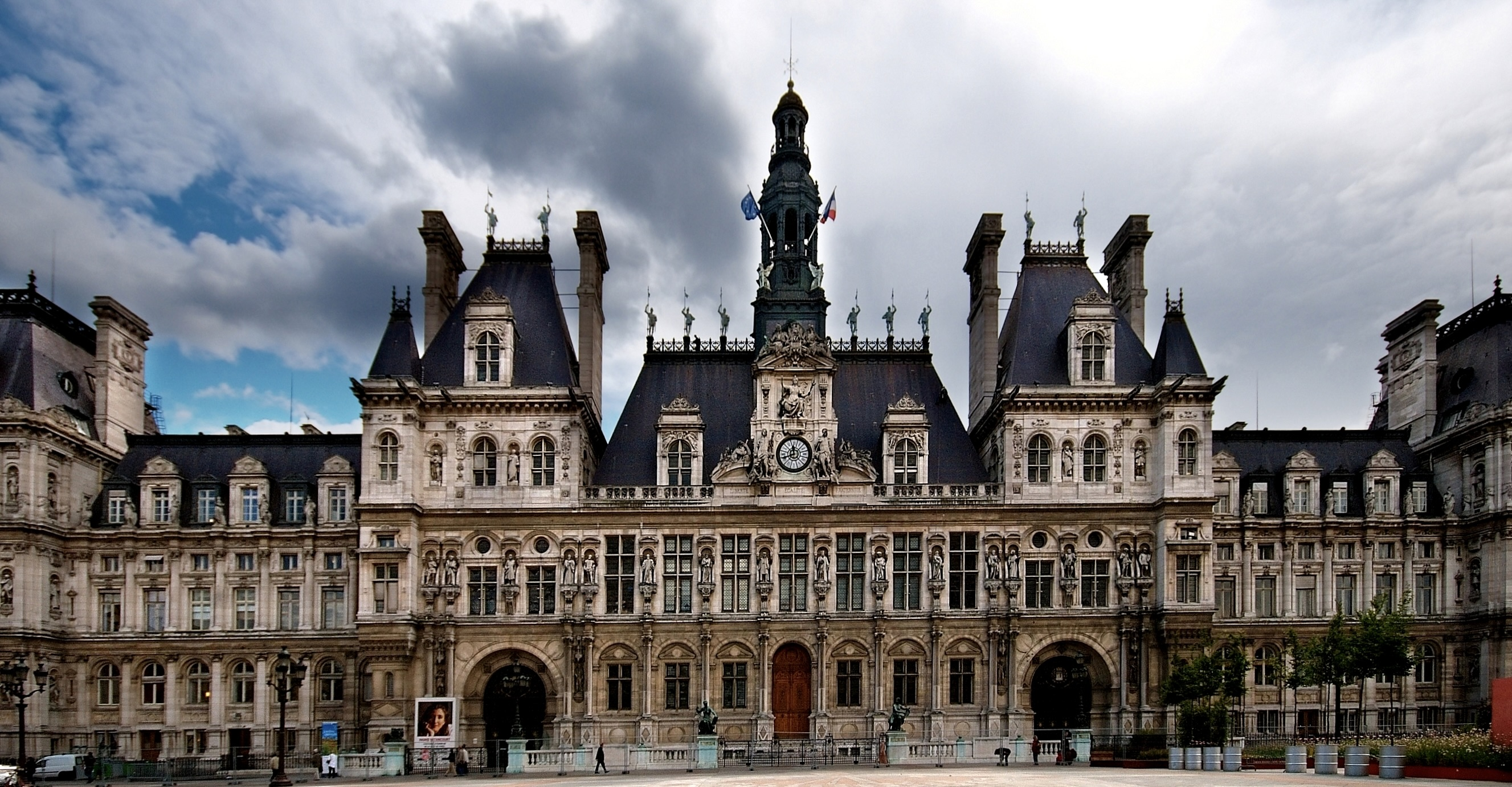
Plaza y fachada del Hôtel de Ville de Paris (Ayuntamiento de París)

Hacia las dos y media de la tarde se tuvo conocimiento de la orden de detención contra Hanriot en la Maison-Commune (Hôtel-de-Ville: Ayuntamiento de París), donde acababa de terminar la reunión ordinaria de la municipalidad que había comenzado sobre la una y en la que seguramente se habló de los preparativos de la fiesta en honor de Joseph Bara y Joseph Agricole Viala, dos niños de trece años muertos en 1793 mientras combatían a los realistas, que estaba previsto celebrar al día siguiente con una parada militar de las secciones. El alcalde de París Fleuriot-Lescot y el agente nacional en la ciudad Claude-François Payan decidieron llamar a las secciones y tocar a rebato. Hacia las tres de la tarde comenzó la movilización y Hanriot ordenó a los seis jefes de las legiones de la Guardia Nacional que enviaran cada uno 400 hombres al Ayuntamiento para que se reunieran con él. Sin embargo, sólo dos le obedecieron. Por su parte sólo 16, de las 48 secciones, enviaron hombres. A pesar de todo se consiguió reunir una importante fuerza que hacia las siete de la tarde contaba con más de 3.000 hombres.

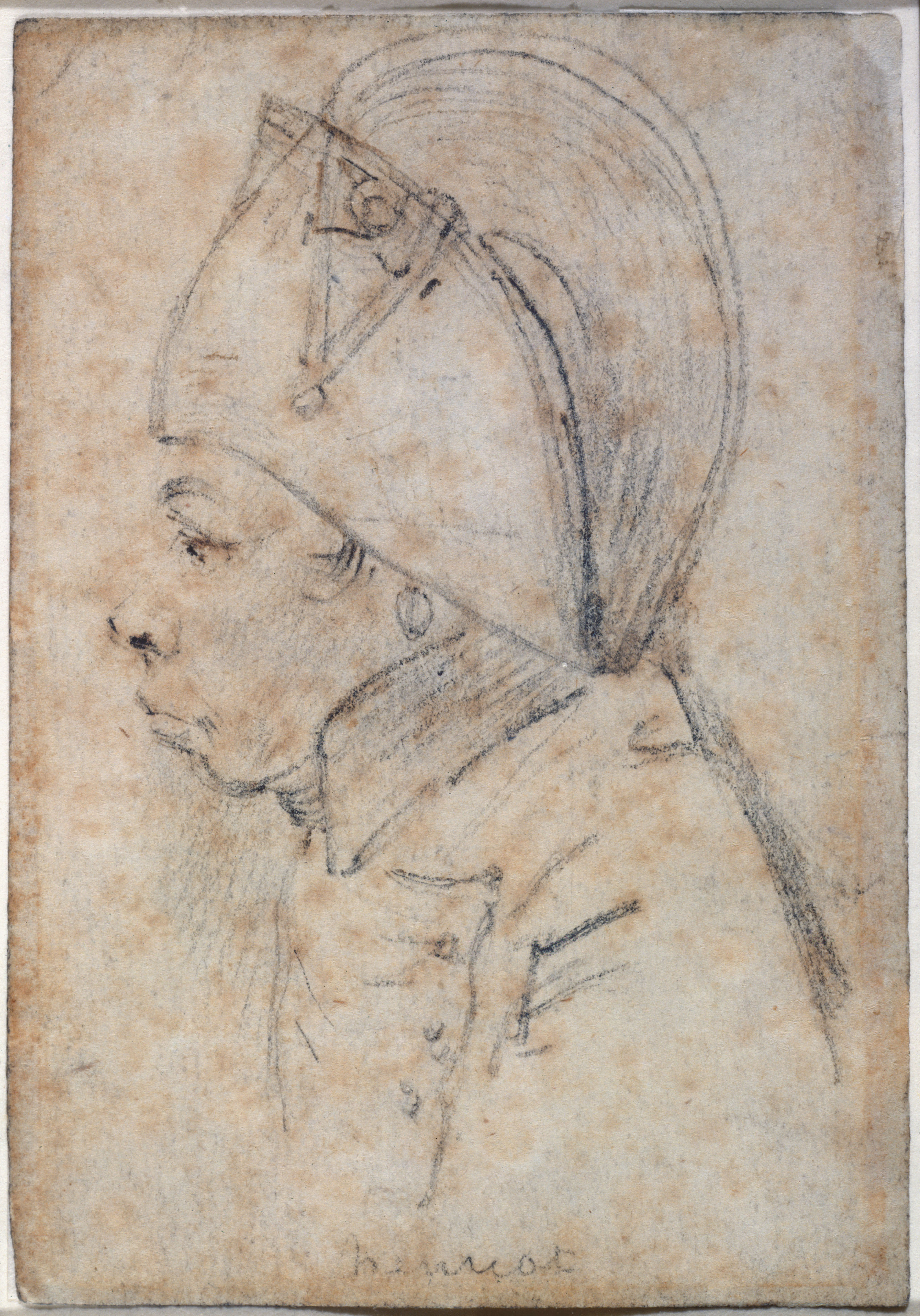
François Hanriot, jefe de la Guardia Nacional, partidario de Robespierre

Enterado de la detención de Robespierre y de los otros cuatro diputados, Hanriot se dirigió a la sede del Comité de Seguridad General, en el Hôtel de Brionne de las Tullerías, para liberarlos, pero cuando llegó allí los diputados ya no estaban porque habían sido trasladados a diferentes prisiones de París y fue detenido. A esa hora, hacia las cinco y media, se reunía el Consejo General de la Comuna de París en sesión extraordinaria, en la que se ordenó que se cerraran las barreras y que se reunieran las asambleas generales de las secciones. Asimismo se pidió a los comisarios civiles y revolucionarios y a los comandantes de la fuerza armada que acudieran al Consejo General «para salvar a la patria». Eran las seis y media de la tarde. Poco antes se había redactado, a iniciativa de Payan, una «Proclama al Pueblo» que decía:

Pueblo, levántate, no perdamos el fruto del 10 de agosto [fecha de la rebelión que derrocó a la monarquía] y del 31 de mayo [fecha de la rebelión que acabó con el gobierno girondino], y arrojemos a la tumba a todos los traidores

A esas horas, entre las cinco y las siete de la tarde, los cinco diputados detenidos estaban siendo conducidos cada uno a una prisión diferente de París. Pero cuando Robespierre llegó a su destino, la prisión del Luxemburgo, no fue admitido allí. Existen tres versiones sobre lo sucedido. Según la primera, el Comité de Seguridad General habría dado la orden al portero de la prisión de no admitirlo para así poderlo declarar hors la loi ('fuera de la ley') lo que significaría que no tendría derecho a defenderse ante el Tribunal Revolucionario y que sería guillotinado sin juicio. La segunda versión lo explica por la intervención de un administrador de policía de la Comuna de París que habría ordenado al portero que no encarcelara a Robespierre. Una tercera versión es la que propone Peter McPhee quien afirma que lo que sucedió fue que nadie quiso asumir la responsabilidad de encarcelar al Incorruptible. En apoyo de la primera explicación está el hecho de que Robespierre rehusó en repetidas ocasiones abandonar las dependencias de la administración de policía de la Mairie, en el quai des Orfèvres, a las que había sido conducido tras la denegación del ingreso en la prisión del Luxemburgo —quería evitar ser considerado hors la loi para poder presentarse ante el Tribunal Revolucionario—. Sólo después de que la Convención lo declarara hors la loi a las diez y media de la noche, a pesar de que no se había evadido, aceptó ir al Hôtel de Ville, junto con los dirigentes de la Comuna. También Couthon se negó una y otra vez a abandonar la cárcel. Sólo cuando recibió la petición firmada por los dos Robespierre y Saint-Just aceptó ser llevado al Hôtel-de-Ville.

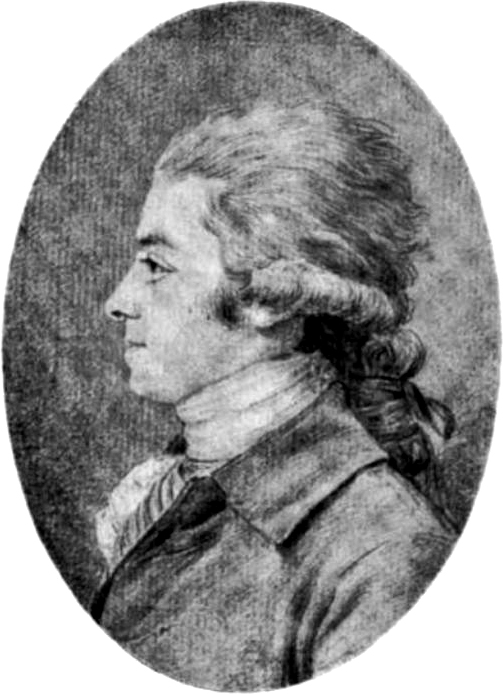
Jean-Baptiste Fleuriot-Lescot, alcalde de París, partidario de Robespierre

Hacia las ocho de la tarde, Coffinhal, vicepresidente del Tribunal Revolucionario, acompañado por Pierre-Alexandre Louvet, administrador de subsistencias, y por varios oficiales municipales, se dirigieron junto con más de dos mil hombres a la Convención con el propósito de liberar a Hanriot. Entraron en las Tullerías y penetraron en el Hôtel de Brionne consiguiendo rescatarle. En ese momento, entre las ocho y media y las nueve, las fuerzas comandadas por Coffinhall y Hanriot tenían a su merced a la Convención, que contaba con muchos menos efectivos para hacerles frente, además de que los asaltantes contaban con cañones. El presidente de la Convención Collot, creyendo que todo estaba perdido, se dirigió a la asamblea y dijo: «Ciudadanos, he aquí el instante de morir en nuestro puesto». Los diputados presentes contestaron «A las armas». Sin embargo, las fuerzas de la Comuna no asaltaron la Convención, por respeto a la legalidad o por falta de órdenes, y se volvieron al Hôtel-de-Ville.

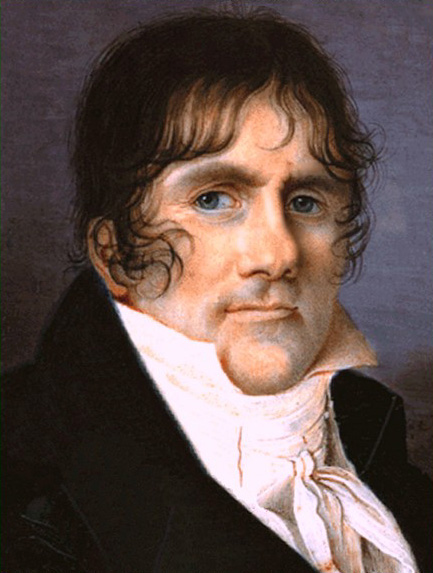
Paul François Jean Nicolas Barras, representante en misión enemigo de Robespierre.

Pasado el miedo, la Convención tomó la iniciativa y decretó hors la loi a Hanriot y a los dirigentes de la Comuna que lo habían liberado. A continuación nombró a Paul François Jean Nicolas Barras comandante de la fuerza armada de París a las órdenes de la Convención. Tras la lectura por Barère de un nuevo informe, hacia las diez y media de la noche Voulland, miembro del Comité de Seguridad General, hizo votar la declaración de hors la loi para Robespierre y para «todos aquellos que han incumplido el decreto de detención», aunque en aquel momento Robespierre seguía en la administración de policía de la Mairie y sólo su hermano Augustin y Le Bas habían sido liberados y se habían incorporado al Comité de Ejecución creado por el Consejo General de la Comuna a las nueve y media de la noche. La Convención llenó de carteles la ciudad de París en los que se anunciaba la proscripción de Robespierre y de los otros cuatro diputados, lo que influirá, junto con las visitas que reciben de diputados de la Convención, en que muchas secciones no se sumen a la insurrección.
Cuando conoció que había sido declarado hors la loi, Robespierre accedió por fin a abandonar la administración de policía y a las once de la noche se incorporó al Comité de Ejecución en el Hôtel-de-Ville. Poco después llegó Saint-Just, que también había sido liberado. Couthon siguió resistiéndose a abandonar la prisión de La Bourbe para no ser declarado hors la loi, hasta que recibió un billet firmado por Robespierre, su hermano Augustin y Saint-Just en el que le decían:

Couthon, todos los patriotas están proscritos, el pueblo entero se ha levantado; sería traicionarlo si no acudieras junto a nosotros  en la Comuna, donde nos encontramos actualmente.

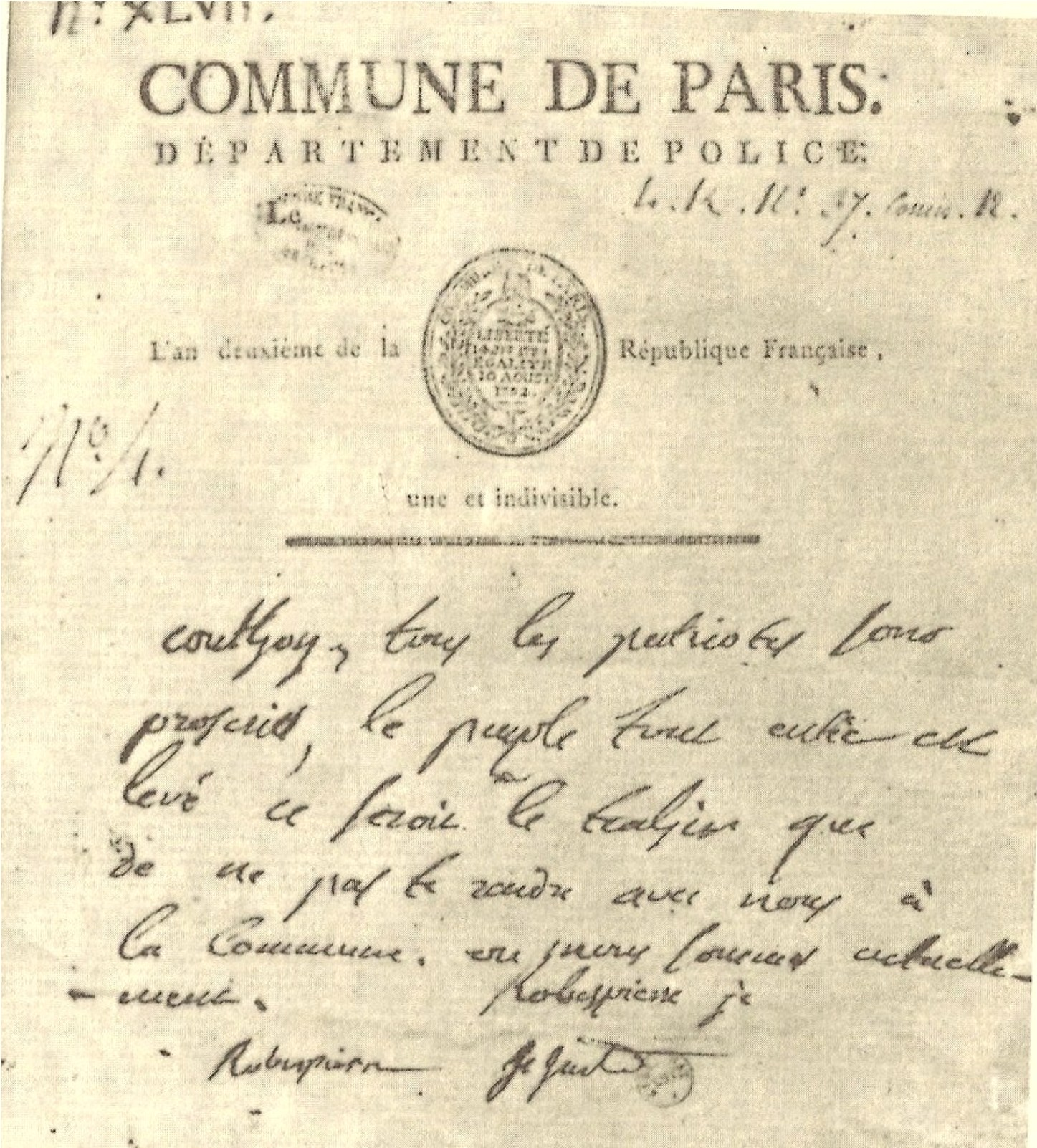
Billet enviado a Georges Couthon firmado por los hermanos Robespierre y por Saint-Just para que se reúna con ellos en el Hôtel-de-Ville de París

Pero el Comité de Ejecución, al que desde las once se había incorporado Robespierre, seguía discutiendo las medidas a tomar y no ordenó iniciar la insurrección. Así los alrededor de 3000 hombres armados que llevaban varias horas en la plaza del Hôtel-de-Ville empezaron a abandonarla, sobre todo cuando se fue conociendo que muchas secciones se habían alineado con la Convención y que esta había promulgado unos decretos declarando hors la loi a los que se enfrentaran a ella.

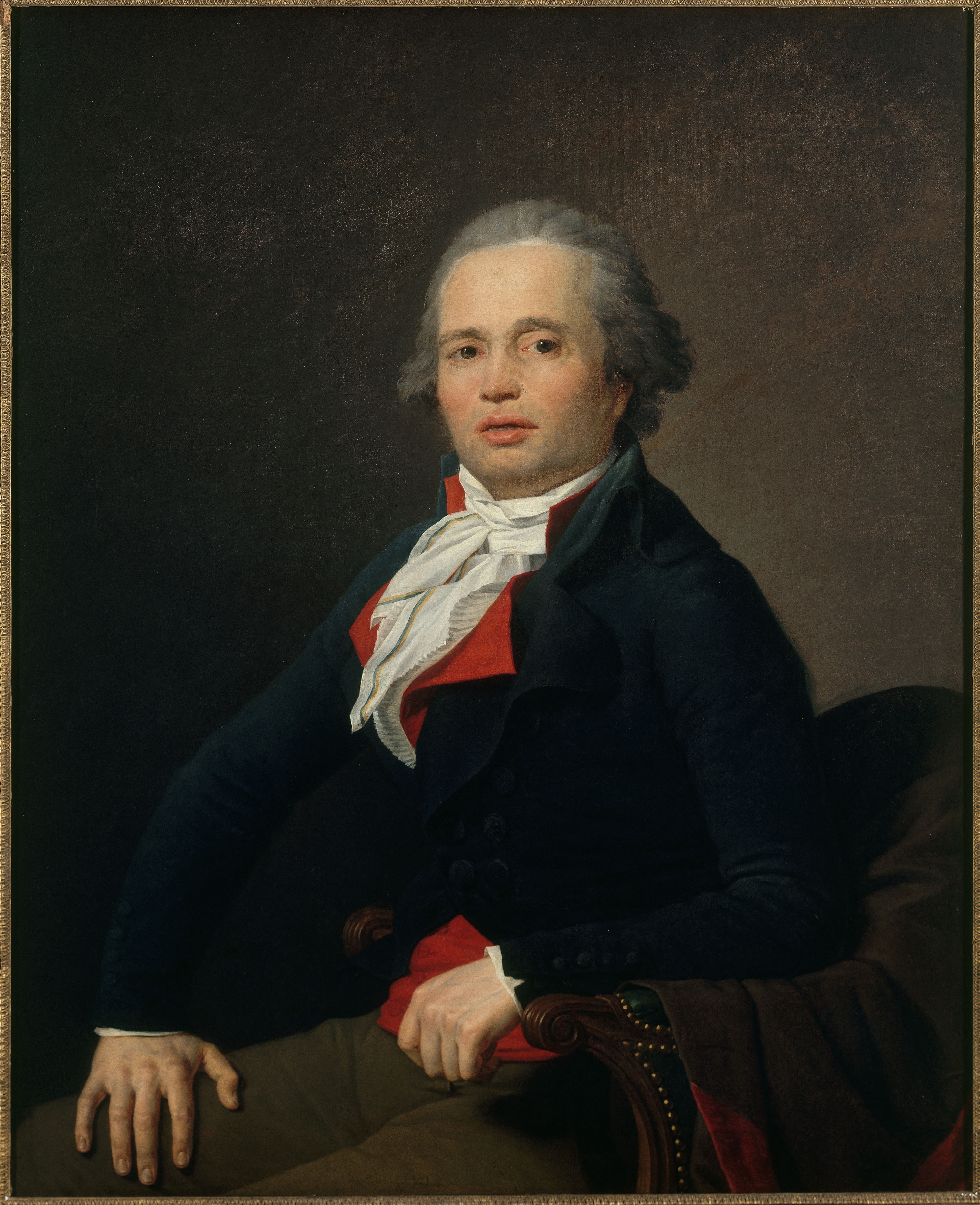
Louis Legendre, diputado opuesto a Robespierre.

Hacia la una de la madrugada Couthon propuso hacer un llamamiento a los ejércitos para que acudieran en su auxilio, pero Robespierre preguntó en nombre de quién se iba a redactar. Couthon contestó: «Pues en el de la Convención. ¿O no es el órgano al que representamos? El resto no es más que un puñado de facciosos que deben de andar desbandados». Robespierre vaciló y finalmente dijo que se escribiera «en nombre del pueblo francés». Como ha señalado David Andress, «el legalismo volvió así a alzar la cabeza», lo que constituyó la causa fundamental de la indecisión de Robespierre para iniciar la insurrección y que acabará llevándole a la ruina.
A la una y media de la madrugada ya no quedaba nadie en la plaza de delante del Ayuntamiento de París. Lo mismo había sucedido en el Club de los Jacobinos, que al conocer la detención de Robespierre se había declarado en sesión permanente, pero que después de la medianoche se había quedado vacío –sólo algunos de sus miembros habían acudido al Hôtel-de-Ville-. Así el diputado convencional Louis Legendre no tuvo ningún problema en cerrar el Club y quedarse con las llaves. Eran las dos de la madrugada del 10 de Termidor.

## El 10 de termidor (28 de julio)

### La detención de Robespierre y de sus compañeros

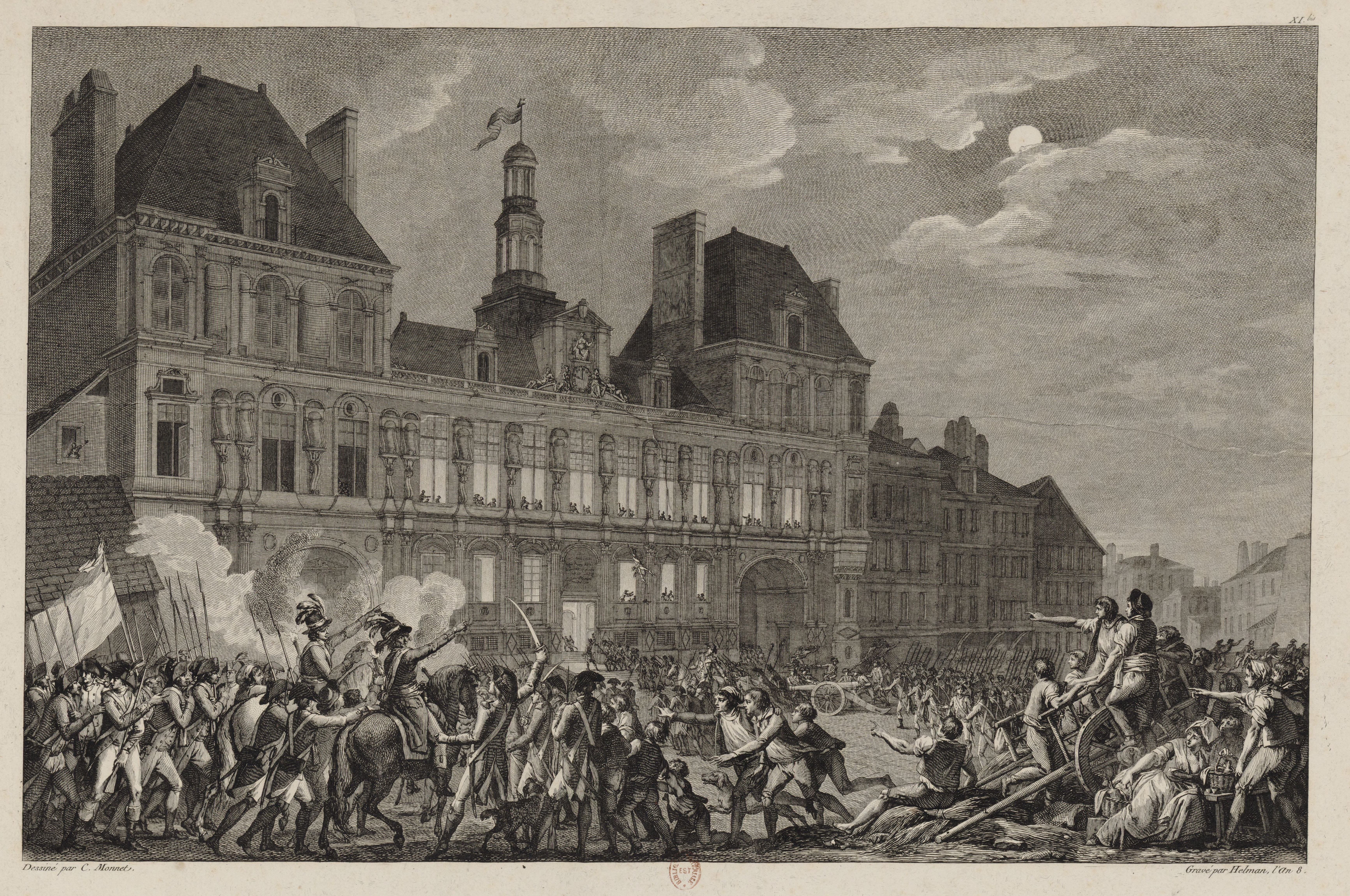
Las fuerzas de la Convención llegan a la plaza frente al Hôtel-de-Ville hacia las dos de la madrugada.

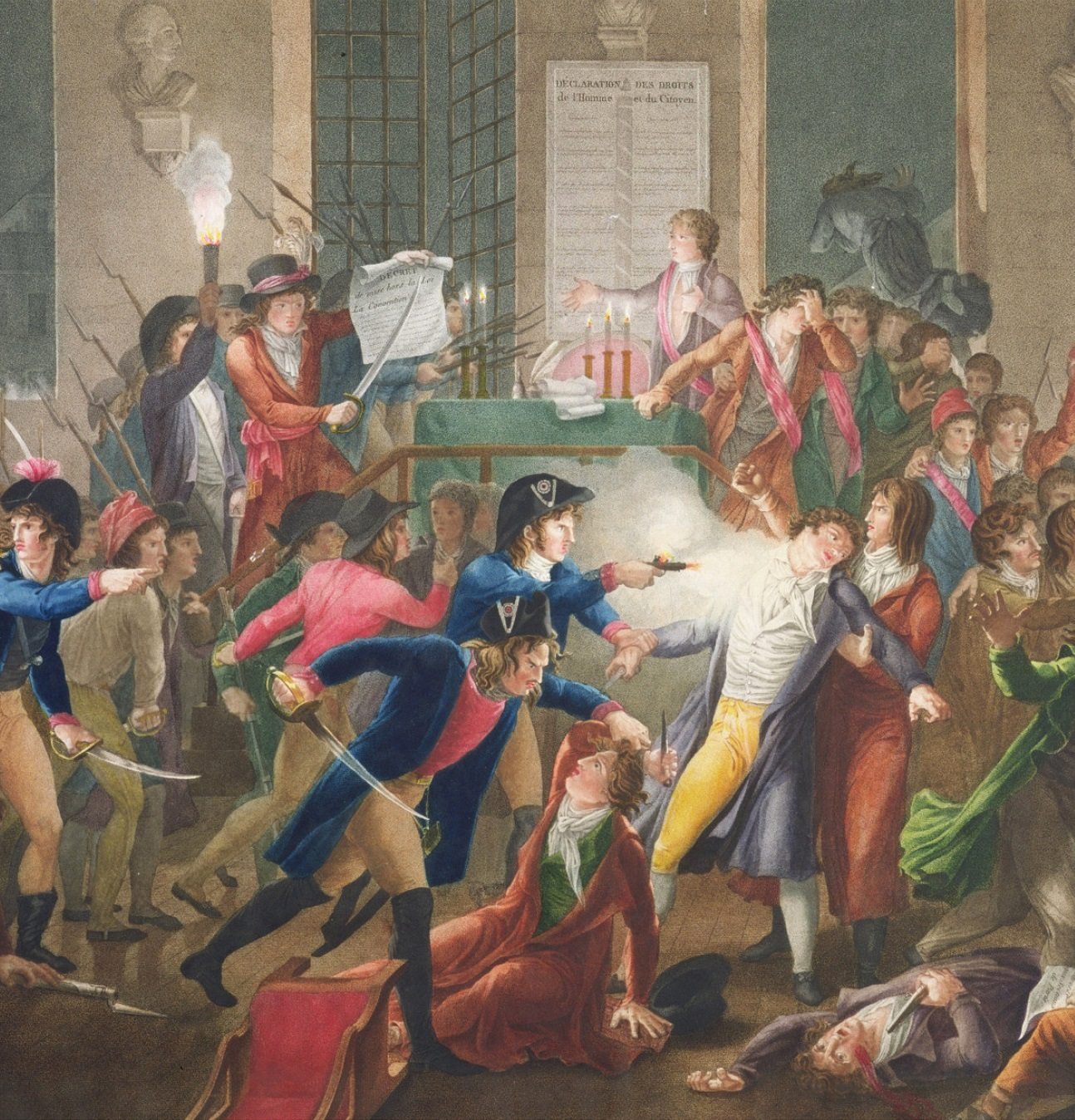
Grabado en color de Harriet que ilustra la versión de que Robespierre fue herido por el disparo de un gendarme.

Cuando pasadas las dos de la madrugada del 10 de termidor las fuerzas de la Convención entraron en el Hôtel-de-Ville de París se oyó un disparo en el salón de la Igualdad de la Maison-Commune y después otro. La Bas se acababa de suicidar y Maximilien Robespierre había intentado hacer lo mismo, pero no había conseguido matarse. Esta versión inicial fue contradicha por el relato que hizo ante la Convención, entre las cuatro y las cinco de la madrugada, Léonard Bourdon, que había encabezado las fuerzas que asaltaron el Hôtel-de-Ville. Afirmó que Robespierre había sido herido por el disparo de un gendarme. En el informe que presentó Barère más tarde volvió a la tesis del suicidio, abriéndose aquí una de las incógnitas de los sucesos de Termidor que aún se sigue debatiendo. En el informe de Barère se confirmaba el suicidio de La Bas; se decía que Augustin Robespierre, al ver a su hermano herido, se había tirado por una ventana y se había roto las piernas, que Saint-Just había sido detenido y que Couthon había quedado malherido al precipitarse su silla de ruedas por una escalera de piedra. Por su parte, Hanriot primero había huido y luego se había tirado por una ventana. A Dumas lo habían encontrado escondido.
Cuando las fuerzas asaltantes entraron en el despacho del Hôtel-de-Ville encontraron un manuscrito dirigido a la sección del distrito de Robespierre que ha sido objeto de debate, ya que no aparece firmado con su nombre completo sino solamente con las dos letras iniciales de su apellido 'Ro'. Además aparecen salpicaduras de sangre, lo que ha llevado a algunos historiadores a afirmar que lo estaba firmando cuando irrumpieron las fuerzas de la Convención, desconociendo Robespierre que la Sección de Piques ya se había puesto a las órdenes de la Convención Nacional. Sin embargo, Peter McPhee cree que «la firma incompleta de Robespierre puede haber sido consecuencia de la incertidumbre en torno a si declarar que la Comuna se había declarado en estado de insurrección contra la Convención Nacional. Porque, «¿acaso la Convención no era el propio pueblo francés?». Por otro lado, el documento está fechado el 9 de termidor, no el 10.

Comuna de París, Comité Ejecutivo

9 Termidor

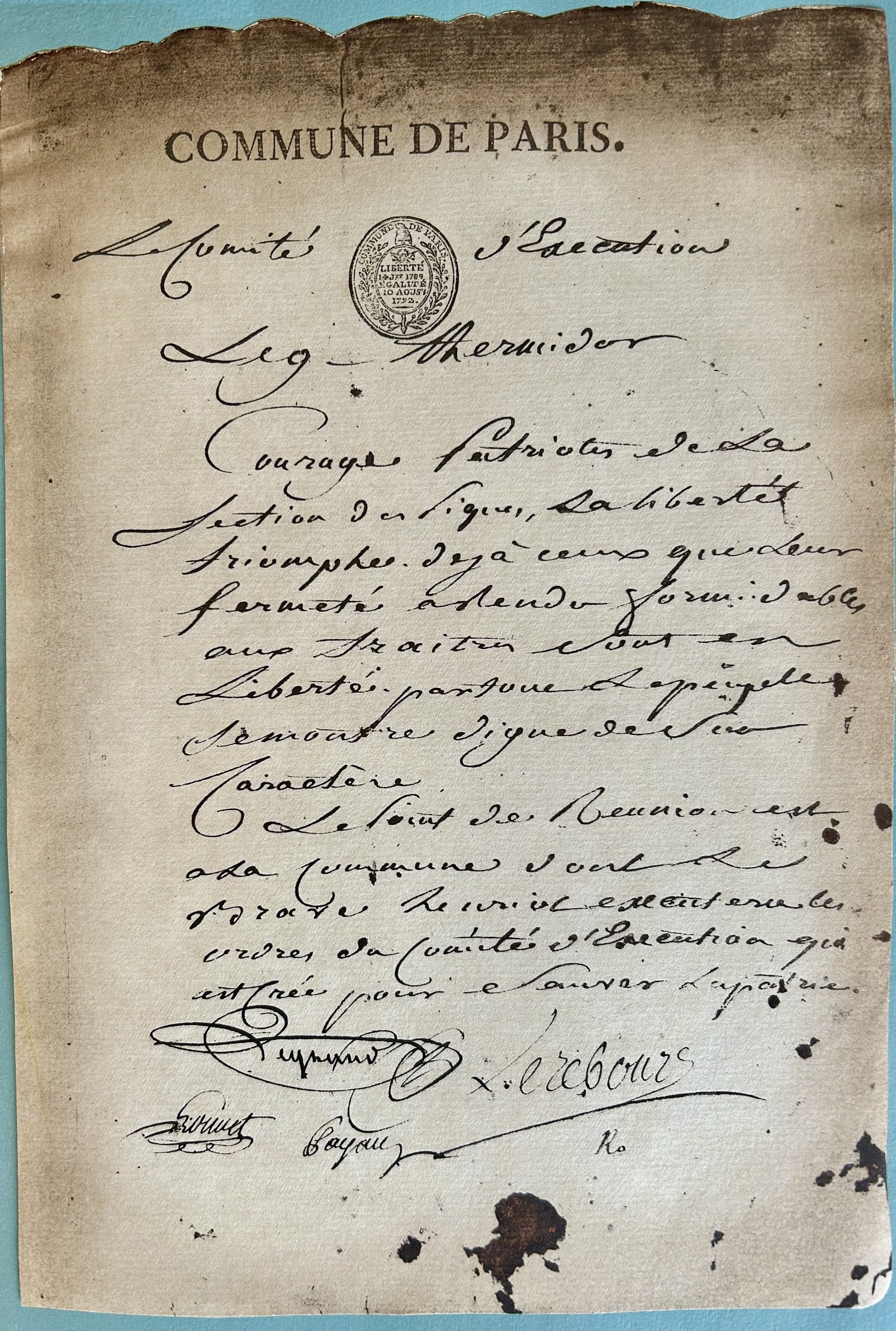
Llamamiento a la Sección de Picas, la de Robespierre, por el Comité de Ejecución de la Comuna de París en la noche del 9 de termidor, con la firma 'Ro' y las salpicaduras de sangre

¡Valor, patriotas de la Sección de Piques! ¡La libertad es victoriosa! Ya están en libertad aquellos cuya firmeza temen los traidores. El pueblo se está mostrando en todas partes digno de su carácter. La cita es en el Ayuntamiento, donde el valiente Hanriot llevará a cabo las órdenes del Comité Ejecutivo que se ha formado para salvar al país. 

Louvet, Payan, Lerebous, Legrand, Ro

Robespierre quedó muy malherido ya que la bala le había destrozado la mandíbula, los dientes y la mejilla izquierda. Solo fue atendido dos horas y media después por dos oficiales sanitarios, quienes lo encontraron «cubierto de sangre» tendido en una mesa de la sala de espera del Comité de Salvación Pública. Se limitaron a ponerle un vendaje que absorbiera la sangre de la boca. Durante ese tiempo fue objeto de vejaciones por parte de sus guardianes. Uno de ellos se mofó de su agonía y le dijo: «Sire, vuestra Majestad sufre». Cuando otro le ofreció un pañuelo con el que enjugarse la sangre, Robespierre se lo agradeció con un Merci, monsieur, las últimas palabras de las que se tiene constancia que pronunció antes de ser guillotinado.

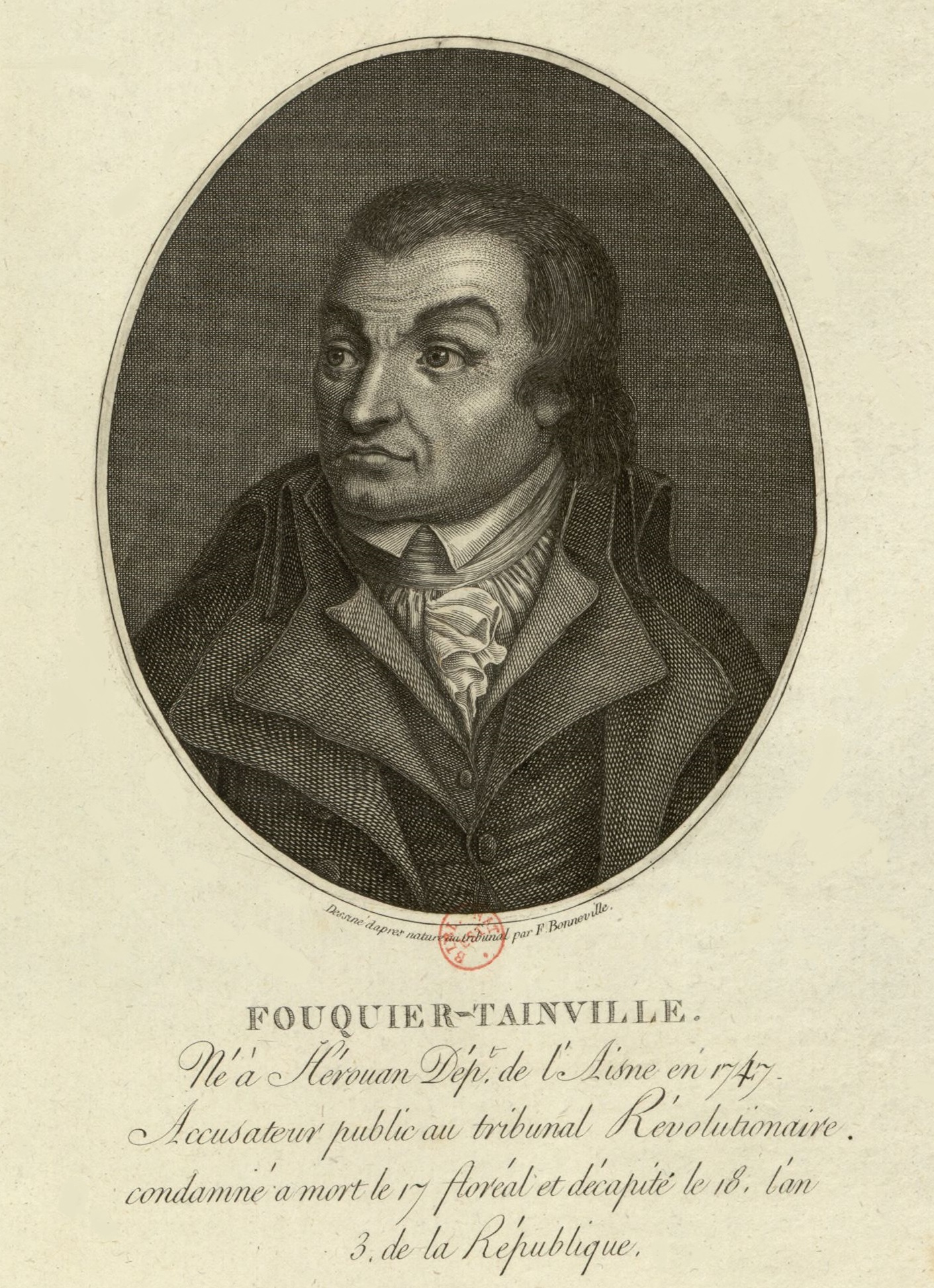
Fouquier-Tinville, fiscal del Tribunal Revolucionario.

Como todos los detenidos habían sido declarados hors la loi, no se celebró ningún juicio contra ellos, ni siquiera siguiendo la fórmula sumarísima establecida en la Ley del 22 de pradial. El Tribunal Revolucionario, que fue convocado de forma excepcional, pues el 10 de termidor era un decadi —el día festivo en el calendario republicano en el que las semanas eran de diez días—, se limitó a identificar a los acusados, aunque el fiscal Fouquier-Tinville acudió a la Convención, que había abierto la sesión del 10 de termidor a las nueve de la mañana, para comunicar que no encontraba dos oficiales municipales que asistieran al control de identidad, tal como establecía la ley. Thuriot exclamó: «Es necesario que la cabeza de este infame Robespierre … caiga hoy, con las de sus cómplices. Es necesario que el sol de la República sea purgado de ese monstruo que estaba en condiciones de hacerse proclamar rey». Así que la Convención resolvió dispensar de ese trámite al Tribunal Revolucionario. Entonces, a propuesta de Elie Lacoste, se decidió que el patíbulo se alzara en la plaza de la Revolución, donde había sido ejecutado Luis XVI —desde el 24 de pradial las ejecuciones se realizaban en otro lugar—.

### Las ejecuciones

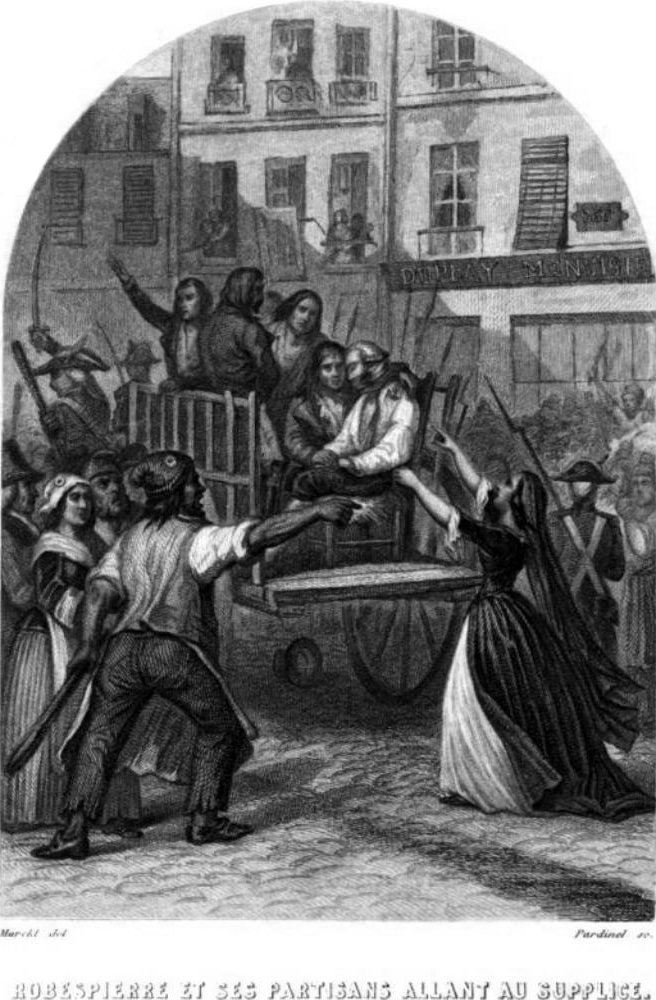
Robespierre agonizante en la carreta que lo conduce al cadalso

Los detenidos declarados hors la loi estaban en la prisión de la Conciergerie, cercana a la sede del Tribunal Revolucionario, a donde habían sido conducidos para proceder a su identificación, una vez la Convención había decidido eliminar el requisito de la presencia de los dos oficiales municipales. Maximilien Robespierre, muy malherido, fue el primero en ser identificado. Le siguieron los otros tres diputados (Le Bas había muerto), dos de ellos también muy malheridos, Augustin Robespierre y Couthon. Después, el agente nacional Payan, el alcalde de París Lescot-Fleuriot, el general Lavalette y su jefe Hanriot, el presidente del Tribunal Revolucionario Dumas, Vivier, y otros miembros de la Comuna. En total eran veintidós personas que hacia las cuatro o las cinco de la tarde, cuando terminó el proceso de identificación, fueron condenadas a muerte sin juicio.

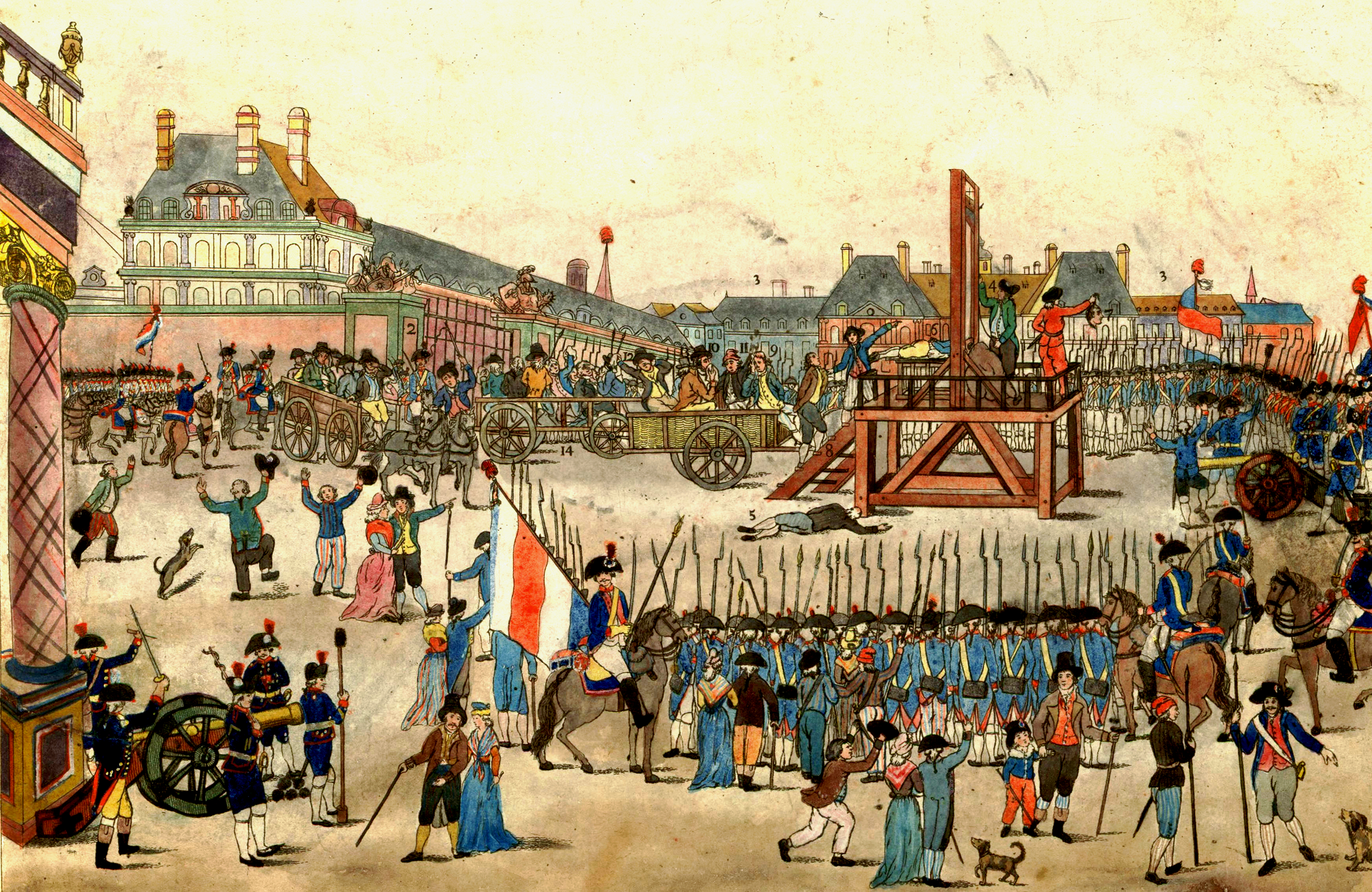
Ejecución de Robespierre

A las seis de la tarde, tres carretas salieron de la prisión de la Conciergerie llevando a los veintidós condenados al cadalso. «La muchedumbre es densa en este decadi de julio, chanzas e injurias acompañan al cortejo», escribe Brunel —una mujer se acercó a la carreta donde iba un agonizante Robespierre y le gritó: «¡Vete, malhechor! ¡Vete a la tumba cargado de las maldiciones de las esposas y madres de Francia!»—. Una hora después comenzaron las ejecuciones. Couthon fue el primero en ser guillotinado, Robespierre el antepenúltimo y el alcalde Fleuriot el último. Los cadáveres fueron enterrados en la fosa común del cementerio de Errancis. La agonía interminable y espantosa de Robespierre había durado diecisiete horas pero aún tuvo que soportar «un tormento final antes de ser ejecutado». «Tras subir a duras penas los peldaños del cadalso con la cabeza envuelta en un vendaje ensangrentado y mugriento, … el verdugo le arrancó el vendaje; la mandíbula inferior se le desencajó provocando un horrendo grito de dolor».

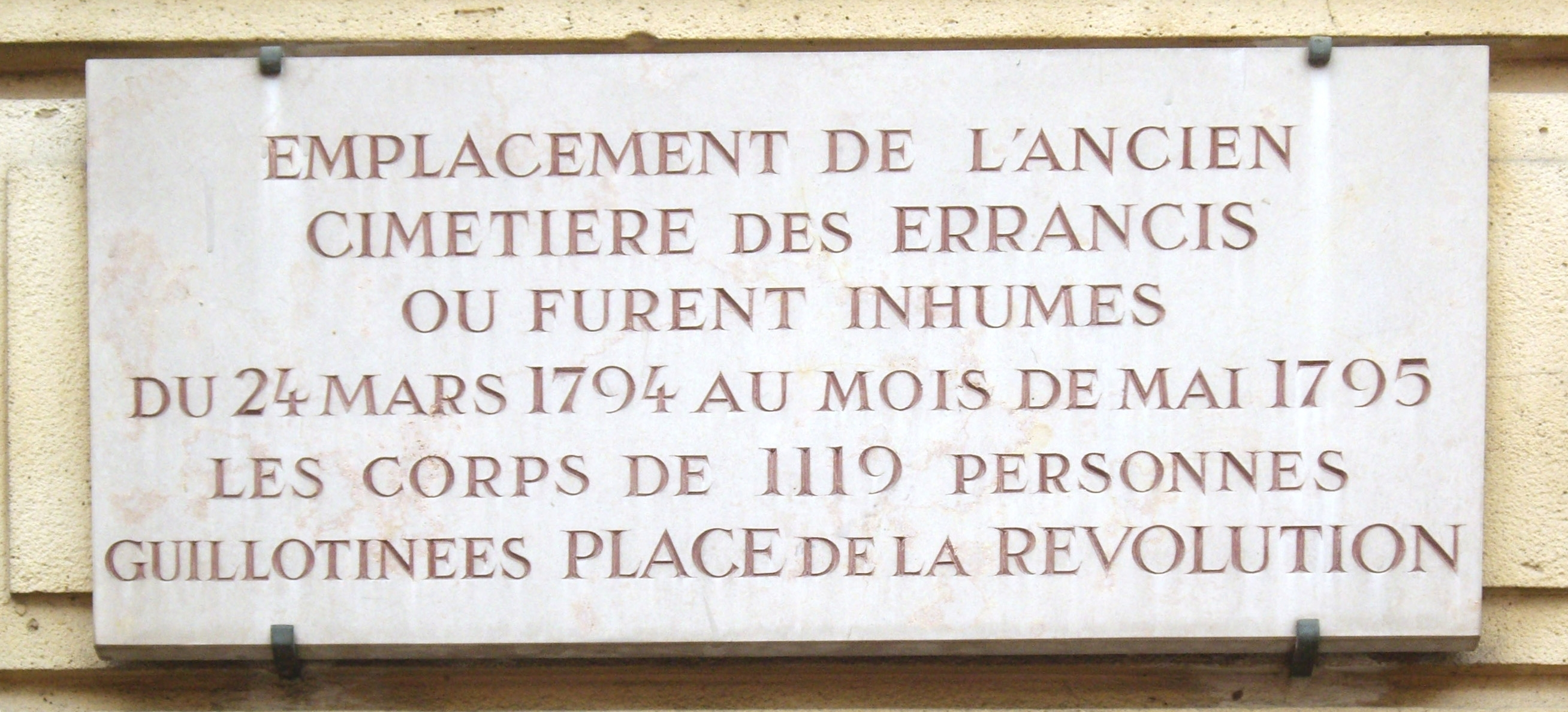
Placa que recuerda donde estaba situado el cementerio de Errancis y a las víctimas del Terror que fueron enterradas en él

Hacia las nueve de la noche, al final de la sesión de la Convención, Tallien declaró: «Este día es uno de los más bellos para libertad… Reunámonos con nuestros conciudadanos, compartamos la alegría común: el día de la muerte de un tirano es una fiesta a la fraternidad». Al día siguiente, 11 de termidor (29 de julio), se llevó a cabo una gran redada en la que fueron detenidos en masa los miembros del Consejo General de la Comuna y los empleados municipales. Por la tarde fueron condenados a muerte sin juicio 71 «robespieristas», lo que constituyó el mayor grupo de guillotinados en un solo día desde la promulgación de la Ley de 22 de pradial. El 12 de termidor (30 de julio) fueron ejecutadas doce personas más, todas ellas declaradas hors la loi y, por tanto, sin derecho a juicio. Los dos únicos dirigentes de la Comuna que habían conseguido escapar fueron detenidos pocos días después: Coffinhal fue guillotinado el 18 de termidor (5 de agosto); Deschamps, ayuda de campo de Hanriot, el 5 de fructidor (22 de agosto). En total fueron 108 los «robespieristas» que habían sido ejecutados. A veces, las pruebas utilizadas para condenarlos eran tan banales como «haber lanzado improperios hacia un cantante que entonaba una tonada contra Robespierre».
Un amigo de Robespierre de su ciudad de natal de Arrás escribió al conocer su ejecución:

De modo que el hombre que durante tanto tiempo ha transitado la senda del patriotismo más incorruptible ya no está. […] Al considerarse el más ilustrado de sus compatriotas, Robespierre creía que se le tenía que permitir escoger los medios por los que más adecuadamente podía servirlos. Un hombre de genio está hecho por naturaleza para guiar a los demás; pero si un país emplea los medios contrarios a la libertad es un traidor; aun cuando sea para salvar a la patria.

## La construcción del relato de Termidor

### El discurso oficial: la invención de Termidor
Según la historiadora Françoise Brunel el protagonismo que tuvieron en el golpe contra Robespierre tres miembros de Comité de Salvación Pública —Barère, Billaud-Varenne y Collot d'Herbois— y tres miembros del Comité de Seguridad General —Vadier, Lacoste y Voulland—, hace que no sea sorprendente «que el primer discurso oficial construyera el acontecimiento como la crisis última de una revolución por fin próxima a su término». Collot d'Herbois hizo la primera racionalización del acontecimiento en su intervención en la Convención inmediatamente después de la detención de Robespierre: se había evitado la tiranía y «nunca, nunca el pueblo francés tendrá un tirano». Le siguió Barère en el informe del 10 de Termidor presentado ante la Convención, cuando Robespierre y sus «cómplices» aún no habían sido ejecutados. Insistió en la idea de Collot —«Ciudadanos, la justicia nacional ha triunfado»— y para apoyarla recurrió a la fábula del sello de la flor de lis encontrado en el despacho donde estaban reunidos los «robespieristas». Esta interpretación de Termidor, como la caída de la última de las facciones, la de los «nuevos Indulgentes», aparece ya definida en la Proclamation que se dirige a los departamentos y a los ejércitos:

El 31 de mayo, el pueblo hizo su revolución; el 9 de termidor la Convención nacional ha hecho la suya; la libertad ha aplaudido igualmente a las dos. ¡Pues esta época terrible, donde los nuevos tiranos [se alzaron], más peligrosos que los que el fanatismo y la servidumbre coronan, será la última tormenta de la revolución!

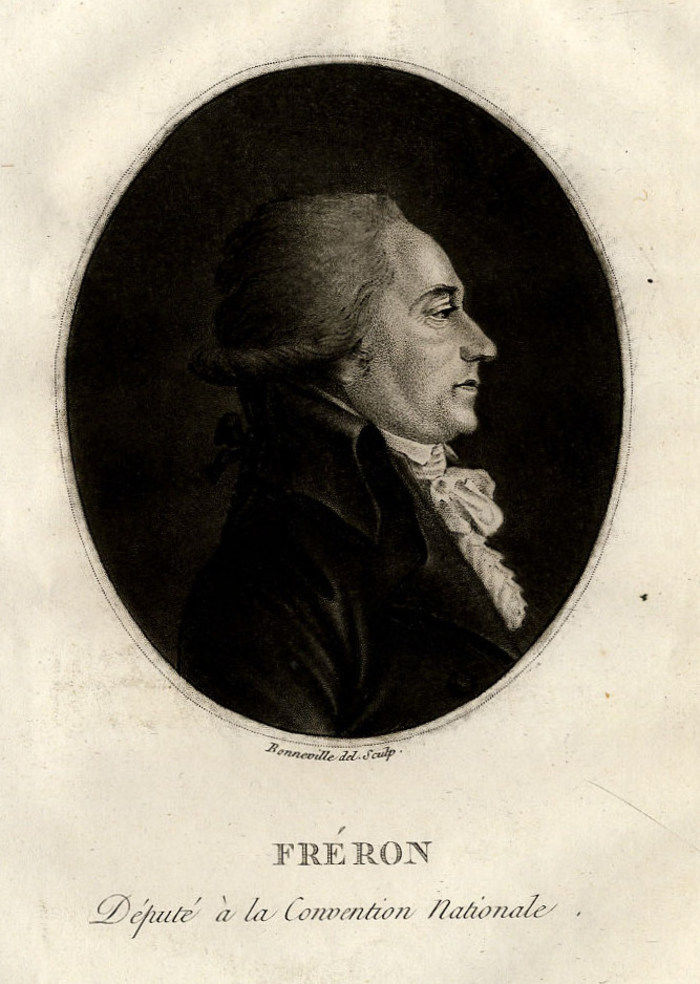
Louis Stanislas Fréron, representante en misión enemigo de Robespierre, cuyo testimonio fue utilizado en el informe de la comisión Courtois

La identificación de Robespierre con el Terror comenzó al día siguiente de su ejecución cuando Barère ante la Convención utilizó por primera vez la expresión el sistema del Terror, «impaciente por realzar su papel a la hora de atacar a Robespierre el 9 Termidor para convertirlo en una prueba de que él mismo no había sido un terrorista». A nivel popular pronto se empezó a hablar del «Terror de Robespierre».
La Convención encargó más adelante al diputado Edme-Bonaventure Courtois que presidiera la comisión encargada de elaborar un informe sobre las actividades de Robespierre y de sus «cómplices». El 16 de nivoso del año III (5 de enero de 1795) la comisión Courtois presentó sus conclusiones, pero las pruebas que aportó sobre la «tiranía robespierista» fueron muy endebles. Uno de los testimonios que incluyó fue el de Louis-Sntanislas Fréron, conocido por la violenta represión que desplegó en Marsella y Toulon en 1793 y que le había valido la desautorización por parte de Robespierre. Fréron había sido alumno del mismo Liceo al que había asistido Robespierre, aunque no fueron a la misma clase porque era cuatro años mayor que él, pero dijo recordar muy bien aquellos años: «Era como le conocimos siempre: triste, repugnante, taciturno, envidioso del éxito de sus compañeros. […] Jamás se tuvo noticia de que se riera. Jamás olvidaba un desaire; era vengativo y traicionero». Y a continuación añadía —«haciendo todo un despliegue de imaginación», según Peter McPhee— que bebía demasiado, siempre iba armado con pistolas e iba rodeado de guardaespaldas.

### Las calumnias sobre Robespierre
A partir del 10 de termidor se difundieron por medio de artículos en la prensa, panfletos y folletos una serie de fábulas sobre Robespierre, dirigidas a justificar su detención y ejecución sumaria. Algunas de ellas fueron inventadas por los miembros de los dos Comités que habían protagonizado su caída y la de los «robespieristas» —un término que aparece entonces, equivalente a criminal—.
El primer libelo, del que derivaron los otros dos que se difundieron entonces, fue el de Robespierre-rey. La acusación de que pretendía ser coronado apareció por primera vez en la misma sesión de la Convención del 9 de termidor, antes de la detención de los cinco diputados, pero el blanco en aquella ocasión no había sido Robespierre sino su amigo Couthon, que tenía paralizadas las piernas e iba en una silla de ruedas. El que lanzó el ataque fue Fréron que acusó a Couthon de «querer hacer de nuestros cadáveres otros tantos peldaños para subir al trono». A lo que Couthon respondió con una sonrisa de desdén y lanzando una mirada sobre su cuerpo en silla de ruedas: «Sí, quiero ser rey». Al día siguiente el Comité de Seguridad General afirmó ante la Convención haber hallado la «prueba» de las aspiraciones monárquicas de Robespierre: en el despacho del Hôtel-de-Ville se había encontrado «el sello de los conspiradores sobre el que estaba recién grabada una flor de lis» —años después se supo que fue una burda manipulación del Comité de Seguridad General, más concretamente de Vadier—. El 11 de termidor fue el turno de Billaud y de Collot de «propagar la fábula, esta vez vestida a la romana». Afirmaron ante el Club de los Jacobinos que los conjurados habían acordado repartirse Francia como en los triunviratos romanos: Couthon iba a reinar en el sur, Saint-Just en el norte, y Robespierre en el centro. La fábula aún iba más lejos cuando en algunos impresos se afirmó que Robespierre pretendía casarse con la hija de Luis XVI, prisionera en el Temple.

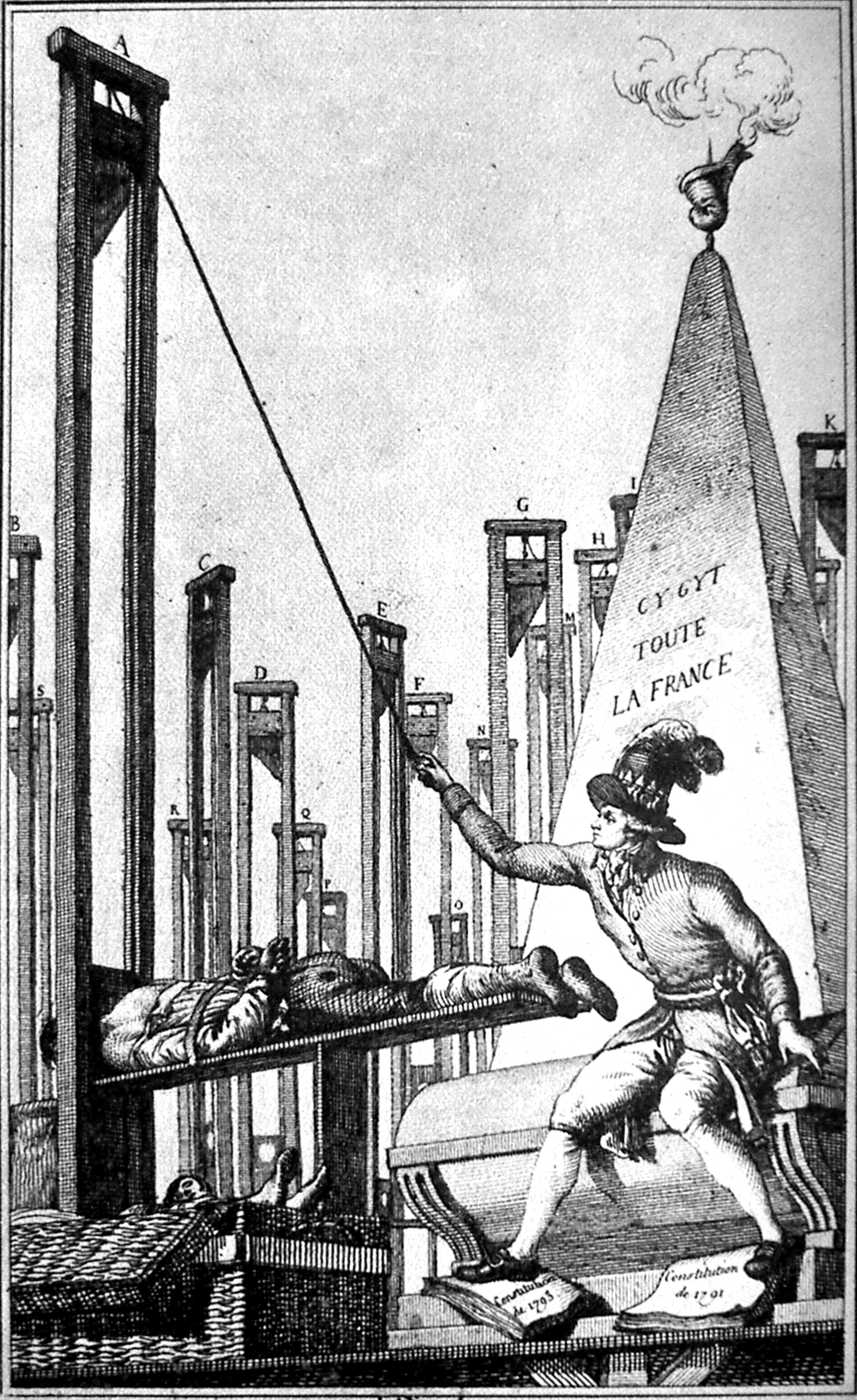
Caricatura del "Robespierre-sanguinario": Robespierre como ya no tiene a quién guillotinar ejecuta al verdugo

El segundo y tercer grupo de calumnias se refirieron al «Robespierre-inmoral» y al «Robespierre-sanguinario» (Robespierre-buveur de sang). Comenzó con el diputado Frécine que relató unas supuestas visitas del Incorruptible a la casa de la princesa de Chimay, en Issy, a las que siguieron la mención de las orgías colectivas y de la rapiña sobre los bienes nacionales llevadas a cabo no solo por Robespierre, sino también por Saint-Just, Couthon, y «los abominables jefes de la fuerza armada parisina», entre los que se mencionaba a Deschamps, ayuda de campo de Hanriot. Una de las obras que más intentó desacreditar la memoria de Robespierre fue La Queue de Robespierre ('El rabo de Robespierre') escrita por Méhée de la Touche, un enemigo declarado de aquel.

El rabo de Robespierre está de candente actualidad
 para aliviar y apaciguar la pasión de las damas. 
Cuando ese rabo y su afilada cuchilla
penetran en algún claro acogedor, 
escucho el ruego de una doncella: 
¡Oh, esta daga me apuñala! 
Este rabo de Robespierre
se atiborra de sangre para hincharse; 
exprímelo si te atreves
hasta que el placer se despierte. 
El enorme rabo del asesino
  hace temblar al mundo entero; 
lleva una mancha indeleble
de amor, placer y dolor.

Paul François Jean Nicolas Barras, uno de los hombres del 9 de termidor, escribió en sus Memorias que los cuentos que circularon entonces sobre Robespierre, pese a ser «difíciles de creer», no estaban, sin embargo, «exentos de utilidad» a la hora de convencer al pueblo de que apoyara a la Convención. De Marc Vadier se dijo muchos años después que había confesado que sus hombres eran los que habían colocado el sello con la flor de lis en la Comuna y los que habían iniciado los rumores, justificándolo así: «El miedo a ser decapitado le despertaba a uno la imaginación».